# Tour d'Italie 2021
Le Tour d'Italie 2021 (en italien :  Giro d'Italia 2021) est la 104e édition de cette course cycliste masculine sur route, l'un des trois grands tours de la saison. La course a lieu du 8 au 30 mai 2021. La course fait partie du calendrier UCI World Tour 2021 en catégorie 2.UWT.
Le 26 mai 2019, les organisateurs de la course, RCS Sport, avaient initialement annoncé que le départ du Giro 2021 (connu sous le nom du « Grande Partenza ») serait en Sicile. Cependant, le 4 février 2021, RCS Sport a annoncé que la course commencerait à la place à Turin, le reste du parcours étant annoncé le 24 février 2021.
La course est remportée par le Colombien Egan Bernal (Ineos Grenadiers), qui gagne son premier Giro et sa deuxième victoire sur le grand tour. Il devient le deuxième coureur de son pays à remporter le Giro après Nairo Quintana en 2014. Il récupère le maillot rose en s'imposant au sommet de l'arrivée sur un secteur en terre dans la station de ski de Campo Felice lors de la neuvième étape. Il continue à étendre son avance au cours de la deuxième semaine, celle-ci culminant avec sa victoire sur l'étape reine raccourcie à Cortina d'Ampezzo. Malgré ses difficultés lors de la dernière semaine, il conserve suffisamment d'avance pour confirmer sa victoire à Milan. Il s'impose avec 1 minute et 29 secondes d'avance sur l'Italien Damiano Caruso (Bahrain Victorious). Avant la course, Caruso était initialement censé être un équipier pour le leader original de son équipe, Mikel Landa. Après la chute de Landa lors de la cinquième étape, Caruso a pris le relais en tant que leader de l'équipe. Régulier sur les étapes de montagne, il remporte une victoire d'étape sur la dernière étape difficile à l'Alpe Motta. La dernière place sur le podium est occupée par le Britannique Simon Yates (Team BikeExchange), 4 minutes et 15 secondes derrière Bernal. Après avoir constamment perdu du temps au cours des deux premières semaines, il remonte au classement lors de la troisième semaine et remporte notamment une étape au sommet de l'Alpe di Mera.
Dans les autres classements de la course, le Slovaque Peter Sagan (Bora-Hansgrohe) décroche le classement par points et une victoire d'étape au sprint. Le Français Geoffrey Bouchard (AG2R Citroën) gagne le classement de la montagne, tandis que Bernal s'adjuge logiquement le classement du meilleur jeune qui récompense le coureur de moins de 25 ans le mieux placé au général. Le Belge Dries De Bondt (Alpecin–Fenix) remporte les classements des sprints intermédiaires et de la combativité, tandis que le Suisse Simon Pellaud (Androni Giocattoli–Sdermec) gagne le classement Fuga Bianchi en tant que coureur ayant parcouru le plus grand nombre de kilomètres dans l'échappée. Ineos Grenadiers remporte le classement par équipes.

## Présentation

### Les 90 ans du maillot rose
Cette 104e édition du Tour d'Italie célèbre les 90 ans du maillot rose de leader du classement général, qui a fait son apparition lors de l'édition 1931. Les organisateurs ont créé, en partenariat avec le musée du cyclisme de Ghisallo et le musée Alessandria città delle biciclette, une exposition virtuelle sur le maillot rose, accessible jusqu'au départ de la course. Via un sondage sur les réseaux sociaux, RCS Sport a également demandé aux fans de l'épreuve de voter pour leur vainqueur préféré de la course : Marco Pantani a devancé Fausto Coppi et 30 autres anciens vainqueurs. Avant cette édition 2021, 254 coureurs ont porté le maillot rose. Parmi eux, Eddy Merckx détient le record avec 78 jours, devant les 57 jours de Francesco Moser et les 50 de Gino Bartali.

### Parcours
L'épreuve débute par trois jours dans le Piémont, pour commémorer les 160 ans de l'unification italienne. Après un contre-la-montre inaugural de 9 km autour de Turin, les sprinteurs ont une première chance de lever les bras. L'étape suivante est plus vallonnée, avec notamment deux bosses dans les 15 derniers kilomètres. S'ensuivent alternance entre étapes difficiles, avec des arrivées au sommet (étapes 4 et 6) et des étapes de plaine (étapes 5 et 7). Le week-end, les coureurs disputent deux étapes avec 3 400 m de dénivelé positif chacune, se terminant par les montées vers Guardia Sanframondi puis Campo Felice. L'étape suivante peut sourire aussi bien à une échappée qu'aux sprinteurs, avec un parcours vallonné mais 40 derniers kilomètres en descente puis plats.
Après la première journée de repos, les coureurs empruntent les routes blanches de Toscane, rendues célèbres par la course éponyme. Quatre secteurs empierrés, pour 35,2 km au total, sont au programme dans les 70 derniers de l'étape. Le lendemain, une nouvelle étape accidentée est programmée, avec quatre ascensions répertoriées, mais cette fois-ci l'arrivée n'est pas jugée au sommet de la dernière montée. Après une étape toute plate, entre Ravenne et Vérone, à l'occasion des 700 ans de la mort de Dante, la 14e étape se termine au sommet du mythique Monte Zoncolan. Une virée italo-slovène légèrement vallonnée précède l'étape-reine, avec 5 700 m de dénivelé positif. Les coureurs escaladent notamment le Passo Fedaia (Cima Pantani), le Passo Pordoi (Cima Coppi) et le Passo Giau, avant la descente vers Cortina d'Ampezzo, quelques mois après les mondiaux de ski alpin dans la station.
Le second jour de repos est suivi par une arrivée au sommet inédite, à Sega di Ala, puis l'étape la plus longue de l'épreuve (228 km), avec quatre bosses dans les 30 derniers kilomètres (mais une seule figurant au classement de la montagne). Les organisateurs ont ensuite prévu les deux dernières étapes de montagne : une journée avec trois cols, dont l'ascension finale vers l'Alpe di Mera ; puis un enchaînement de trois cols suisses, deux à plus de 2 000 m d'altitude (le col du San Bernardino et le Passo dello Spluga), avant la montée finale vers l'Alpe Motta. La course se conclut par un contre-la-montre de 29,4 km entre Senago et Milan,,.

### Équipes
En tant que course World Tour, les 19 équipes World Tour participent automatiquement à la course. En terminant meilleure formation de deuxième division, l'équipe Alpecin-Fenix a le droit, sans obligation, de prendre part à toutes les épreuves du calendrier World Tour. En l'occurrence, la formation a décidé de prendre le départ de l'épreuve. RCS Sport a également invité trois équipes italiennes : Bardiani CSF Faizanè, Eolo-Kometa et Vini Zabù-KTM. Ainsi, 23 équipes participeront à la course, soit une de plus qu'habituellement, en vertu d'un règlement de l'UCI qui autorise les organisateurs des grands tours à inviter une formation supplémentaire pour faire face aux conséquences de la pandémie de Covid-19. Cependant, le 15 avril, l'équipe Vini Zabu, dont deux de ses coureurs ont été récemment contrôlés positifs (Matteo de Bonis le 16 février et Matteo Spreafico lors de la dernière édition), décide de renoncer à sa participation au Giro pour « envoyer un message important au monde du cyclisme. Que ce soit une leçon pour tous les athlètes qui essaient encore de tricher ». Pour compenser ce renoncement, les organisateurs convient la formation italienne Androni Giocattoli-Sidermec.
| WorldTeams (19)- AG2R Citroën Team - Astana-Premier Tech - Bahrain Victorious - Bora-Hansgrohe - Cofidis - Deceuninck-Quick Step - EF Education-Nippo - Groupama-FDJ - Ineos Grenadiers - Intermarché-Wanty-Gobert Matériaux - Israel Start-Up Nation - Jumbo-Visma - Lotto Soudal - Movistar Team - Team BikeExchange - Team DSM - Qhubeka Assos - Trek-Segafredo - UAE Team Emirates ProTeams (4)- Alpecin-Fenix - Androni Giocattoli-Sidermec - Bardiani CSF Faizanè - Eolo-Kometa |
| |

### Favoris et principaux participants

#### Pour le classement général
Trois anciens vainqueurs de grands tours sont présents au départ de l'épreuve. Egan Bernal (Ineos-Grenadiers) a gagné le Tour de France 2019 en faisant la différence en montagne, particulièrement dans les cols à plus de 2 000 m d'altitude. Dans le top 5 de toutes les courses qu'il a disputées cette saison, le Colombien a les qualités pour aller chercher le classement général, si ses douleurs au dos ne le handicapent pas. Ces douleurs l'avaient en effet contraint à renoncer au Tour des Alpes deux semaines avant le Giro. Simon Yates (BikeExchange), lauréat du Tour d'Espagne 2018, arrive sur la course en grande condition physique, en témoigne sa victoire sur le récent Tour des Alpes. Cependant, l'exemple de l'édition 2018, où Yates avait pris le maillot rose dès la première étape de montagne, avant de gagner trois étapes puis de craquer à deux jours de l'arrivée, incite à la prudence. Le grimpeur britannique assure avoir appris de cet épisode : « une course comme le Giro se gagne toujours en troisième semaine. Je le sais par expérience personnelle. C'est pourquoi j'ai besoin d'être attentif et calme. Vous devez comprendre que cette course dure trois semaines, pas une ». Vincenzo Nibali (Trek-Segafredo) est un spécialiste du Tour d'Italie, avec des podiums lors des six éditions qu'il a disputées entre 2010 et 2019, dont la victoire finale en 2013 et 2016. Seulement septième l'an passé, il aborde l'épreuve sans certitude sur sa condition physique, à cause d'une fracture au poignet trois semaines avant le départ.
Les formations DSM et Deceuninck-Quick Step se présentent avec un duo de prétendants au classement général. L'équipe allemande aligne en effet Jai Hindley, deuxième en 2020, et Romain Bardet, sur le podium du Tour de France en 2016 et 2017. La formation belge compte sur João Almeida, quatrième du classement général et porteur du maillot rose durant 15 jours l'an passé, et Remco Evenepoel, qui s'est adjugé toutes les courses par étapes qu'il a disputées en 2020, mais qui n'a plus couru depuis sa chute sur le Tour de Lombardie neuf mois plus tôt.
Mikel Landa et Pello Bilbao (Bahrain Victorious), Emanuel Buchmann (Bora-Hansgrohe), Aleksandr Vlasov (Astana-Premier Tech), Dan Martin (Israel Start-Up Nation), Hugh Carthy (EF Education-Nippo), George Bennett (Jumbo-Visma), Bauke Mollema (Trek-Segafredo), Marc Soler (Movistar) et Pavel Sivakov (Ineos Grenadiers) peuvent également prétendre à un bon classement général.
On compte également plusieurs outsiders cités pour une bonne place au classement général, comme Domenico Pozzovivo (Qhubeka-Assos) Davide Formolo (UAE Team Emirates) et Giulio Ciccone  (Trek-Segafredo),,.

#### Pour le classement par points
Deuxième du classement par points en 2020, Peter Sagan (Bora-Hansgrohe), sept fois lauréat de ce classement sur la Grande Boucle, est le grand favori pour aller chercher le maillot cyclamen, grâce à son expérience et sa polyvalence. Le Slovaque est opposé pour ce classement à de nombreux sprinteurs, qui doivent passer les nombreuses étapes de montagne présentes dans la seconde moitié de la course pour espérer l'emporter. Caleb Ewan (Lotto-Soudal), vainqueur d'au moins deux étapes lors de ses trois derniers grands tours, est considéré comme le sprinteur le plus rapide au départ du Giro. Déjà vainqueurs du classement par points, avec en prime quatre étapes chacun, respectivement en 2017 et 2018, Fernando Gaviria (UAE Emirates) et Elia Viviani (Cofidis) cherchent à rebondir après une saison et demie loin de leurs meilleurs niveaux, Gaviria ayant été affecté par le Covid-19 et Viviani ayant du s'adapter à une nouvelle équipe. Giacomo Nizzolo (Qhubeka-Assos) est le troisième ancien vainqueur au départ de l'épreuve (2015 et 2016), mais n'a jamais levé les bras sur le Tour d'Italie. Dylan Groenewegen (Jumbo-Visma), de retour après sa suspension pour avoir provoqué la chute de Fabio Jakobsen sur le Tour de Pologne 2020, et le cyclo-crossman Tim Merlier (Alpecin-Fenix), qui dispute son premier grand tour, peuvent aussi se mêler à la lutte pour le maillot cyclamen. Matteo Moschetti (Trek-Segafredo), Andrea Pasqualon (Intermarché-Wanty-Gobert Matériaux) et David Dekker (Jumbo-Visma) sont aussi à surveiller lors des sprints massifs.

#### Pour le classement de la montagne
Comme souvent sur les grands tours, la lutte pour le classement de la montagne s'annonce très ouverte. Plusieurs anciens vainqueurs de ce type de classement sur les grands tours se présentent au départ de la course. Sur le Tour d'Italie, Giovanni Visconti (Bardiani CSF), Mikel Landa, Giulio Ciccone (Trek-Segafredo) et Ruben Guerreiro (EF Education-Nippo) se sont imposés respectivement en 2015, 2017, 2019 et 2020. Sur le Tour de France, Romain Bardet, maillot à pois en 2019, est le seul ancien vainqueur à avoir fait le déplacement. Lors de la Vuelta, Nicolas Edet (Cofidis), Thomas De Gendt (Lotto-Soudal), Davide Villella (Movistar) et Geoffrey Bouchard (AG2R La Mondiale) se sont adjugés ce classement respectivement en 2013, 2017, 2018 et 2019. Ces coureurs font partie des principaux candidats pour le maillot bleu, tout comme les meilleurs grimpeurs des favoris du classement général Egan Bernal et Simon Yates.

#### Pour le classement des jeunes
Les deux favoris pour remporter le maillot blanc récompensant le coureur de moins de 25 ans le mieux classé au classement général sont Egan Bernal (Ineos Grenadiers) et Remco Evenepoel (Deceuninck-Quick Step).
Ils sont opposés à Daniel Martinez et Pavel Sivakov  (Ineos Grenadiers), João Almeida (Deceuninck-Quick Step), Alexander Cepeda (Androni Giocattoli-Sidermec), Jai Hindley (Team DSM) et Aleksandr Vlasov (Astana-Premier Tech). Clément Champoussin, Harold Tejada, Tobias Foss et Gino Mäder peuvent également créer la surprise.

#### Victoires d'étapes
Déjà vainqueurs d'étape sur le Tour de France et le Tour d'Espagne dans le passé, Dan Martin, Tony Gallopin et Bauke Mollema sont en lice sur ce Giro pour rejoindre la liste des cyclistes vainqueurs d'étapes sur les trois grands tours.
Le puncheur Diego Ulissi (UAE-Team Emirates), qui a accumulé huit victoires d'étapes sur le Giro au cours de sa carrière, est également attendu sur les étapes vallonnées, tandis que le champion du monde du contre-la-montre Filippo Ganna (Ineos Grenadiers) est le favori des épreuves chronométrées.

## Déroulement de la course

### 8 - 10 mai: Ganna en rose dans le Piémont
Champion du monde de la spécialité, Filippo Ganna (Ineos-Grenadiers) remporte le contre-la-montre inaugural, avec 10 et 13 secondes d'avance sur les coureurs de la formation Jumbo-Visma, Edoardo Affini et Tobias Foss. L'italien s'empare ainsi des maillots rose, cyclamen et blanc. Parmi les favoris du classement général, les plus rapides sont João Almeida (Deceuninck-Quick Step), 4e à 17 secondes, son coéquipier Remco Evenepoel, 7e à 19 secondes, et Aleksandr Vlasov (Astana), 11e à 24 secondes. Simon Yates (BikeExchange), Hugh Carthy (EF Education-Nippo), Egan Bernal (Ineos-Grenadiers), Vincenzo Nibali (Trek-Segafredo) et George Bennett (Jumbo-Visma) concèdent environ 40 secondes sur le vainqueur, Mikel Landa (Bahrain-Victorious) et Romain Bardet (DSM) une dizaine de secondes de plus. Jai Hindley (DSM), Emanuel Buchmann (Bora-Hansgrohe) et Daniel Martin (Israel Start-Up Nation) terminent respectivement à 46, 55 et 57 secondes de Ganna.
Le lendemain, trois Italiens d'équipes invitées forment l'échappée du jour : Filippo Tagliani (Androni Giocattoli-Sidermec), Umberto Marengo (Bardiani CSF Faizanè) et Vincenzo Albanese (Eolo-Kometa). Ce dernier s'empare du maillot bleu à l'occasion de la seule ascension répertoriée du jour, avant de perdre sa place en tête de course sur ennui mécanique. Lors du premier sprint intermédiaire, Fernando Gaviria (UAE Emirates) remporte le sprint pour la 3e place, devant Elia Viviani (Cofidis), Andrea Pasqualon (Intermarché-Wanty-Gobert Matériaux) et Peter Sagan (Bora-Hansgrohe). Le duo de tête est ensuite repris par le peloton. Ganna prend 3 secondes de bonifications lors du second sprint intermédiaire, devant Evenepoel et Iljo Keisse (Deceuninck-Quick Step). Tim Merlier (Alpecin-Fenix) prend la tête du classement par points en étant le plus rapide lors du sprint final, devant le champion d'Europe Giacomo Nizzolo (Qhubeka-Assos) et Elia Viviani. Ganna conforte son maillot rose, avec 13 secondes d'avance sur Affini, 16 sur Foss et 20 sur Evenepoel et Almeida. L'équipe Alpecin-Fenix s'impose ainsi dès la première étape en ligne du premier grand tour de son histoire. Membre de l'échappée matinale, Taco van der Hoorn (Intermarche-Wanty-Gobert Materiaux) distance son dernier compagnon de fugue, Simon Pellaud (Androni Giocattoli-Sidermec), à 9 km de l'arrivée de la 3e étape. Il résiste au retour du peloton et s'adjuge l'étape. Quatre secondes plus tard, Davide Cimolai (Israel Start-Up Nation) remporte le sprint du peloton devant Sagan. Quatre membres du Top 10 du classement général, dont Affini, perdent une dizaine de minutes.

### 11 - 15 mai: échappées victorieuses et Ewan domine les sprints

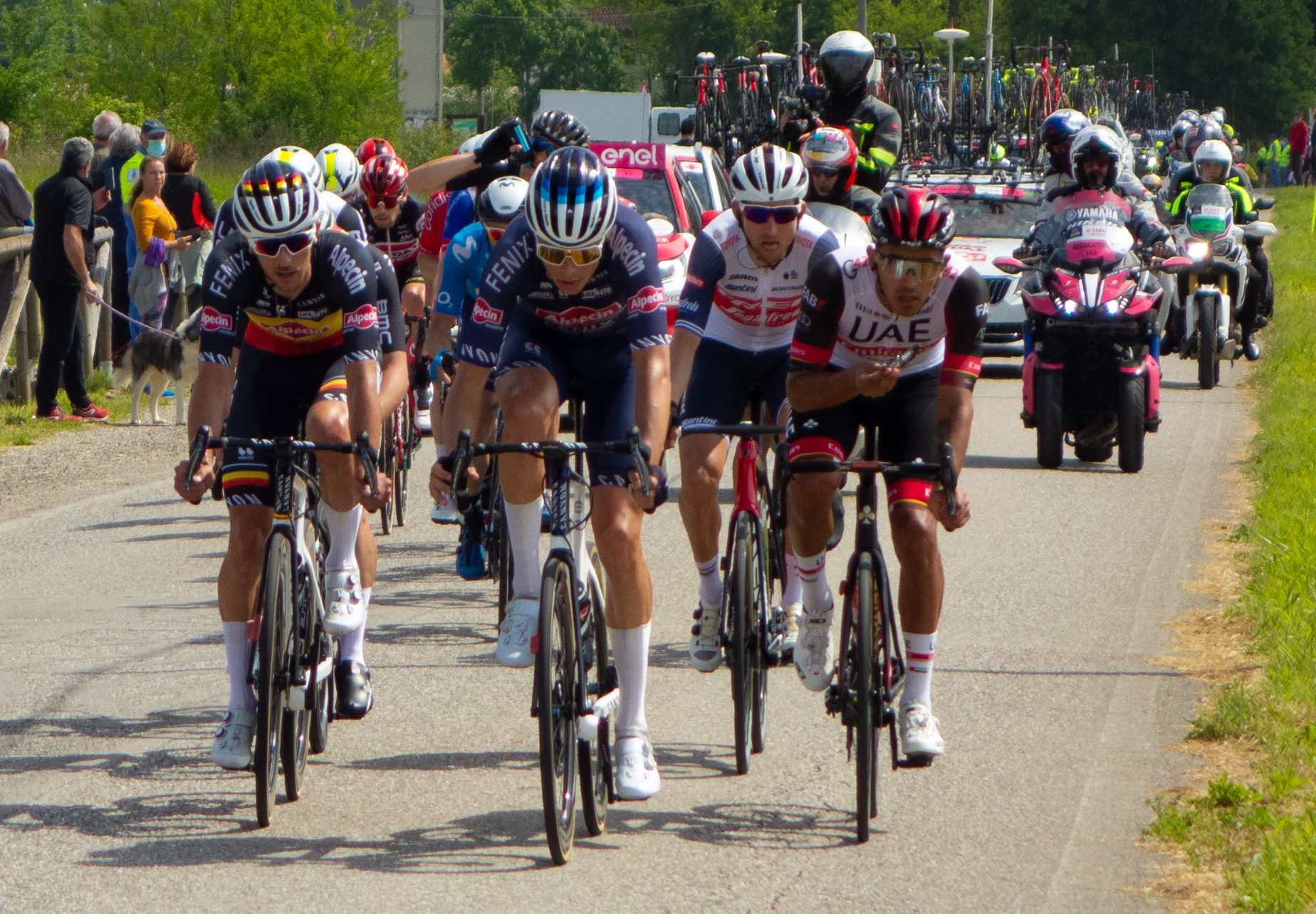
Le groupe d'échappées lors de la 15e étape.

25 coureurs s'échappent et se disputent la victoire d'étape à l'occasion de la première arrivée au sommet. Joe Dombrowski (UAE Emirates) fait coup double, avec un succès d'étape et la tête du classement de la montagne. Il devance de 13 secondes Alessandro De Marchi (Israel Start-Up Nation) et de 27 Filippo Fiorelli (Bardiani CSF Faizanè). Giulio Ciccone (Trek-Segafredo) attaque dans le final, vite rejoint par Mikel Landa, puis Egan Bernal, Aleksandr Vlasov et Hugh Carthy. Ce quintet termine à 1 minute 37 du gagnant, Evenepoel, Bardet, Yates et Martin à 1 minute 48, Domenico Pozzovivo (Qhubeka-Assos), Buchmann, Nibali, Pavel Sivakov (Ineos-Grenadiers), Hindley, Marc Soler (Movistar) et Peio Bilbao (Bahrain-Victorious) à 2 minutes 11, Bennett à 3 minutes 06 et Almeida à 5 minutes 58. De Marchi s'empare de la tête du classement général, devant cinq de ses compagnons d'échappée. Dombrowski et Louis Vervaeke (Alpecin-Fenix) complètent le podium, avec 22 et 42 secondes de retard. Désormais 5e à 1 minute du maillot rose, Attila Valter (Groupama-FDJ) est le nouveau maillot blanc. À 1 minute 24 du leader, Vlasov est le premier favori, avec 4 secondes de marge sur Evenepoel. Le russe possède une quinzaine de secondes d'avance sur Carthy et Bernal, 10 de plus sur Landa et Yates, 39 sur Bardet et environ une minute sur Bilbao, Nibali, Soler et Hindley. Lors de l'étape suivante, au premier sprint intermédiaire, Gaviria est le plus rapide derrière les deux échappés et devance Viviani et Merlier. Plusieurs chutes émaillent le final : Mikel Landa est contraint à l'abandon, tandis que Pavel Sivakov et Joe Dombrowski sont non-partant le lendemain. Caleb Ewan (Lotto-Soudal) s'adjuge l'étape au sprint, en devançant Giacomo Nizzolo, qui prend ainsi la tête du classement par points, Elia Viviani, Peter Sagan et Fernando Gaviria.
Lors de la 6e étape, la formation Ineos-Grenadiers profite des conditions météo difficiles (vent et pluie) pour provoquer des cassures lors de la transition entre les deux premiers cols de la journée, piégeant notamment le maillot rose. Dans la deuxième descente du jour, Matej Mohorič (Bahrain-Victorious) fait la différence au sein de l'échappée, avec dans sa roue son coéquipier Gino Mäder, ainsi que Bauke Mollema (Trek-Segafredo) et Dario Cataldo (Movistar). Romain Bardet, Giulio Ciccone et Alberto Bettiol (EF Education-Nippo) sortent du peloton dans cette même descente, mais sont repris au pied de la montée finale. Mohorič se relève à 13 km de l'arrivée. Mäder attaque à 3,3 km du sommet et va ainsi chercher la victoire d'étape et la tête du classement de la montagne. Il devance de 12 secondes Egan Bernal, qui a accéléré dans le dernier kilomètre, Dan Martin et Remco Evenepoel, de 14 Giulio Ciccone, de 27 Marc Soler, de 29 Hugh Carthy, Aleksandr Vlasov, Simon Yates et le maillot blanc, de 40 Emanuel Buchmann et Romain Bardet, de 57 Vincenzo Nibali, de 1 minute 18 Peio Bilbao et de 2 minutes 38 Jai Hindley. Attila Valter est le nouveau leader du classement général, avec 11 secondes d'avance sur Evenepoel, 16 sur Bernal, 24 sur Vlasov, 38 sur Carthy, 41 sur Ciccone, 47 sur Martin et 49 sur Yates. Aucun changement au classement général n'est à signaler le lendemain, où la journée se termine par un sprint massif. Caleb Ewan se montre une nouvelle fois le plus rapide, ce qui lui permet de s'emparer du maillot cyclamen. Il s'impose devant Davide Cimolai et Tim Merlier. Le sprinteur australien est contraint à l'abandon, à cause d'une chute au km 35 de l'étape suivante. Le maillot cyclamen échoit ainsi à son dauphin Tim Merlier. L'échappée, composée de 9 coureurs, se dispute une nouvelle fois la victoire d'étape. Victor Lafay (Cofidis) accélère à 2,2 km de l'arrivée et gagne avec une quarantaine de secondes d'avance sur Francesco Gavazzi (Eolo-Kometa), Nikias Arndt (DSM), Nélson Oliveira (Movistar) et Giovanni Carboni (Bardiani CSF Faizanè). Aucune attaque de favoris n'a lieu dans l'ascension finale, le groupe maillot rose franchit la ligne avec 4 minutes 48 de retard. Seulement trois membres du Top 20 du classement général concèdent du temps au maillot rose : Rein Taaramäe (Intermarché-Wanty-Gobert Matériaux) perd 18 secondes, Louis Vervaeke 25 secondes et Peio Bilbao 30 secondes. Vervaeke chute de la 5e à la 10e place du classement général, à désormais 50 secondes du leader.

### 16 - 30 mai: victoire d'Egan Bernal
La formation Bahrain-Victorious tente un coup de force dans la première partie de l'étape suivante, en plaçant trois coureurs dans la première échappée, Damiano Caruso (6e du classement général, à 39 secondes), Gino Mäder et Matej Mohorič. Avec la présence également, notamment, de Daniel Martínez (Ineos-Grenadiers), 12e à 1 minute 05, le peloton ne laisse pas ce groupe prendre du champ. Le maillot bleu passe en tête au sommet du premier col du jour, devant Bauke Mollema et Geoffrey Bouchard (AG2R-Citroën). Mohorič chute dans la descente et doit quitter la course. Une échappée de 17 éléments va ensuite se développer après 70 km de course, sans Caruso ni Martinez. Bouchard passe en tête des deux ascensions suivantes, prenant ainsi la tête du classement de la montagne. Dans la montée finale, Bouchard attaque à 9,5 km de l'arrivée. Il est rejoint par Koen Bouwman (Jumbo-Visma), au pied du secteur empierré final, long de 1 600 mètres. Le duo conserve quelques secondes d'avance sur les favoris du Giro, mais l'attaque de Vlasov, contré par Bernal sonne le glas des fuyards, qui sont déposés par Bernal puis le reste des cadors à 400 m du sommet. Le grimpeur colombien va chercher l'étape, avec 7 secondes d'avance sur Ciccone et Vlasov, 10 secondes sur Evenepoel et Martin, 12 secondes sur Caruso, Bardet, Soler, Martinez, Almeida, Formolo, Carthy, Buchmann et Yates, 35 secondes sur Foss et Nibali, 49 secondes sur Vervaeke et Valter. Egan Bernal s'empare du maillot rose et du maillot blanc, avec 15 secondes d'avance sur Remco Evenepoel, 21 sur Aleksandr Vlasov et 36 sur Giulio Ciccone. Attila Valter chute au 5e rang, à 43 secondes du leader, juste devant Hugh Carthy et Damiano Caruso. Dan Martin, Simon Yates et Davide Formolo complètent le Top 10, avec respectivement 51 secondes, 55 secondes et 1 minute 01 de retard. L'équipe Bora-Hansgrohe accélère dans les 55 derniers kilomètres avant le premier jour de repos et réussit à distancer des sprinteurs, notamment Dylan Groenewegen, Tim Merlier et le champion d'Europe. Les deux premiers du classement général vont ensuite se disputer les bonifications du second sprint intermédiaire : Jhonatan Narváez (Ineos-Grenadiers) remporte le sprint devant Evenepoel et Bernal. Le maillot rose possède désormais 14 secondes d'avance sur Evenepoel et 22 sur Vlasov. Le sprint final est perturbé par la chute de Max Kanter (DSM) dans le dernier kilomètre. Peter Sagan conclut l'étape victorieusement, en devançant Fernando Gaviria et Davide Cimolai. Ce succès permet à Sagan de devenir le nouveau leader du classement par points.

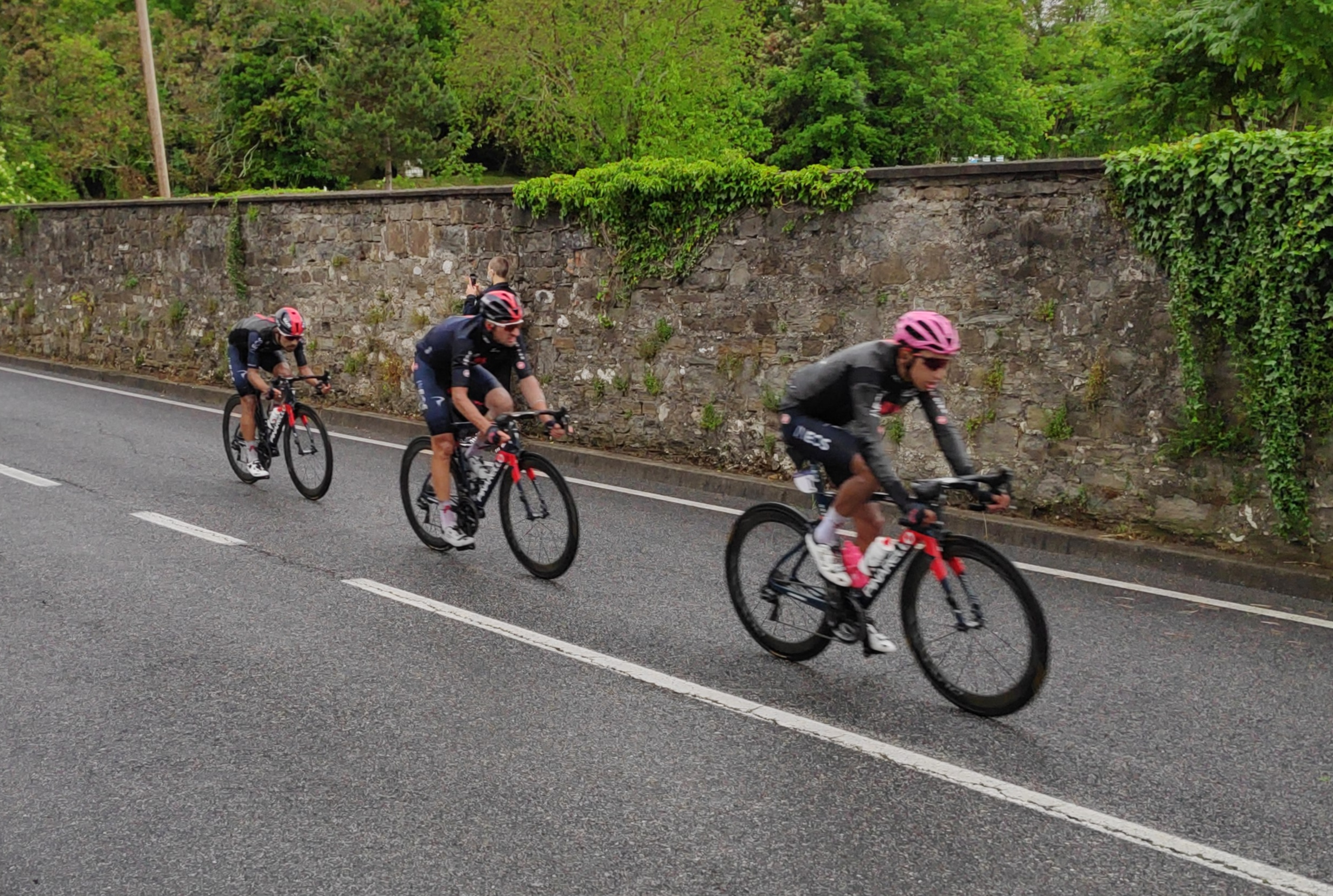
Egan Bernal avec le casque rose lors de la 15e étape.

Le peloton laisse une nouvelle fois filer l'échappée, composée de 11 coureurs, sur les célèbres routes blanches toscanes. Mauro Schmid (Qhubeka-Assos) devance au sprint Alessandro Covi (UAE Emirates), Harm Vanhoucke (Lotto-Soudal) complète le podium 26 secondes plus tard. L'équipe Ineos-Grenadiers prend la course en main dans les différents secteurs empierrés, distançant de nombreux favoris, notamment Remco Evenepoel, qui craque au début du troisième secteur. Dans la deuxième ascension du Passo del Lume Spento, après le dernier secteur blanc, Emmanuel Buchmann attaque, avant d'être rejoint par Egan Bernal, qui avait lui-même contré une accélération d'Aleksandr Vlasov. Le maillot rose termine 11e de l'étape, à 3 minutes 09 du gagnant. Il devance de 3 secondes Buchmann, de 13 secondes Vlasov, de 16 secondes Caruso, Yates et Foss et de 32 secondes Carthy. Tous les autres favoris concèdent plus d'une minute 30 sur le grimpeur colombien. Ciccone perd 1 minute 47, Soler, Nibali et Martinez environ 2 minutes, Evenepoel et Bardet 2 minutes 08 et Valter 3 minutes 07, tandis que Formolo et Martin terminent à 9 minutes 23 du gagnant. Bernal conforte ainsi son leadership au classement général, seuls quatre de ses rivaux sont à moins d'une minute 30 au classement : Vlasov, Caruso, Carthy et Yates possèdent respectivement 45 secondes, 1 minute 12, 1 minute 17 et 1 minute 22 de retard. Valter, Martin et Formolo sortent du Top 10. À l'inverse, Buchmann, Foss et Martinez y entrent, désormais à 1 minute 50, 2 minutes 49 et 3 minutes 15 du maillot rose. Les 16 fuyards se disputent la victoire sur la 12e étape. Andrea Vendrame (AG2R-Citroën) devance au sprint Christopher Hamilton (DSM), tandis que 15 secondes plus tard le champion de Nouvelle-Zélande George Bennett bat Gianluca Brambilla (Trek-Segafredo). Bouchard conforte son maillot bleu en franchissant en tête les trois premiers cols de la journée. Ciccone et Nibali attaquent dans la dernière côte, sans succès, le requin de Messine en remet une couche dans la descente et reprend 7 secondes sur la ligne au peloton. Marc Soler est contraint à l'abandon, à cause d'une chute dès les premiers kilomètres. Après 11 deuxième place sur le Tour d'Italie, Giacomo Nizzolo décroche enfin sa première victoire sur un grand tour le lendemain. Il devance au sprint Edoardo Affini et Peter Sagan. Ce dernier conserve la tête du classement par points, avec 9 pts d'avance sur le champion d'Europe.

## Étapes
| Étape     | Date        | Villes étapes                     |                             | Distance (km)         | Vainqueur d’étape     | Leader du classement général |
| --------- | ----------- | --------------------------------- | --------------------------- | --------------------- | --------------------- | ---------------------------- |
| 1re étape | sam. 8 mai  | Turin – Turin                     | Contre-la-montre individuel | 8,6                   | Filippo Ganna         | Filippo Ganna                |
| 2e étape  | dim. 9 mai  | Stupinigi – Novare                | Étape de plaine             | 179                   | Tim Merlier           | Filippo Ganna                |
| 3e étape  | lun. 10 mai | Biella – Canale                   | Étape vallonnée             | 190                   | Taco van der Hoorn    | Filippo Ganna                |
| 4e étape  | mar. 11 mai | Plaisance – Sestola               | Étape de moyenne montagne   | 187                   | Joe Dombrowski        | Alessandro De Marchi         |
| 5e étape  | mer. 12 mai | Modène – Cattolica                | Étape de plaine             | 177                   | Caleb Ewan            | Alessandro De Marchi         |
| 6e étape  | jeu. 13 mai | Grottes de Frasassi – San Giacomo | Étape de moyenne montagne   | 160                   | Gino Mäder            | Attila Valter                |
| 7e étape  | ven. 14 mai | Notaresco – Termoli               | Étape de plaine             | 181                   | Caleb Ewan            | Attila Valter                |
| 8e étape  | sam. 15 mai | Foggia – Guardia Sanframondi      | Étape de moyenne montagne   | 170                   | Victor Lafay          | Attila Valter                |
| 9e étape  | dim. 16 mai | Castel di Sangro – Campo Felice   | Étape de montagne           | 158                   | Egan Bernal           | Egan Bernal                  |
| 10e étape | lun. 17 mai | L'Aquila – Foligno                | Étape de plaine             | 139                   | Peter Sagan           | Egan Bernal                  |
|           | mar. 18 mai |                                   | Jour de repos               | Journée de repos no 1 | Journée de repos no 1 | Journée de repos no 1        |
| 11e étape | mer. 19 mai | Pérouse – Montalcino              | Étape vallonnée             | 162                   | Mauro Schmid          | Egan Bernal                  |
| 12e étape | jeu. 20 mai | Sienne – Bagno di Romagna         | Étape de moyenne montagne   | 212                   | Andrea Vendrame       | Egan Bernal                  |
| 13e étape | ven. 21 mai | Ravenne – Vérone                  | Étape de plaine             | 198                   | Giacomo Nizzolo       | Egan Bernal                  |
| 14e étape | sam. 22 mai | Cittadella – Monte Zoncolan       | Étape de montagne           | 205                   | Lorenzo Fortunato     | Egan Bernal                  |
| 15e étape | dim. 23 mai | Grado – Gorizia                   | Étape vallonnée             | 147                   | Victor Campenaerts    | Egan Bernal                  |
| 16e étape | lun. 24 mai | Sacile – Cortina d'Ampezzo        | Étape de montagne           | 153                   | Egan Bernal           | Egan Bernal                  |
|           | mar. 25 mai |                                   | Jour de repos               | Journée de repos no 2 | Journée de repos no 2 | Journée de repos no 2        |
| 17e étape | mer. 26 mai | Canazei – Sega di Ala             | Étape de montagne           | 193                   | Dan Martin            | Egan Bernal                  |
| 18e étape | jeu. 27 mai | Rovereto – Stradella              | Étape de plaine             | 231                   | Alberto Bettiol       | Egan Bernal                  |
| 19e étape | ven. 28 mai | Abbiategrasso – Alpe di Mera      | Étape de montagne           | 166                   | Simon Yates           | Egan Bernal                  |
| 20e étape | sam. 29 mai | Verbania – Alpe Motta             | Étape de montagne           | 164                   | Damiano Caruso        | Egan Bernal                  |
| 21e étape | dim. 30 mai | Senago – Milan                    | Contre-la-montre individuel | 30,3                  | Filippo Ganna         | Egan Bernal                  |

## Classements

### Classement général final
| \| Classement général \| Classement général \| Classement général \| Classement général \| Classement général \| \| Coureur \| Coureur \| Pays \| Équipe \| Temps \| \| ------------------ \| ------------------ \| ------------------ \| ---------------------- \| ------------------ \| \| 1er \| Egan Bernal \| Colombie \| Ineos Grenadiers \| 86 h 17 min 28 s \| \| 2e \| Damiano Caruso \| Italie \| Bahrain Victorious \| + 1 min 29 s \| \| 3e \| Simon Yates \| Royaume-Uni \| Team BikeExchange \| + 4 min 15 s \| \| 4e \| Aleksandr Vlasov \| Russie \| Astana-Premier Tech \| + 6 min 40 s \| \| 5e \| Daniel Martínez \| Colombie \| Ineos Grenadiers \| + 7 min 24 s \| \| 6e \| João Almeida \| Portugal \| Deceuninck-Quick Step \| + 7 min 24 s \| \| 7e \| Romain Bardet \| France \| Team DSM \| + 8 min 05 s \| \| 8e \| Hugh Carthy \| Royaume-Uni \| EF Education-Nippo \| + 8 min 56 s \| \| 9e \| Tobias Foss \| Norvège \| Jumbo-Visma \| + 11 min 44 s \| \| 10e \| Dan Martin \| Irlande \| Israel Start-Up Nation \| + 18 min 35 s \| \| 11e \| George Bennett \| Nouvelle-Zélande \| Jumbo-Visma \| + 25 min 35 s \| \| 12e \| Koen Bouwman \| Pays-Bas \| Jumbo-Visma \| + 30 min 56 s \| \| 13e \| Pello Bilbao \| Espagne \| Bahrain Victorious \| + 37 min 58 s \| \| 14e \| Attila Valter \| Hongrie \| Groupama-FDJ \| + 45 min 30 s \| \| 15e \| Davide Formolo \| Italie \| UAE Team Emirates \| + 47 min 21 s \| \| 16e \| Lorenzo Fortunato \| Italie \| Eolo-Kometa \| + 47 min 31 s \| \| 17e \| Diego Ulissi \| Italie \| UAE Team Emirates \| + 56 min 31 s \| \| 18e \| Vincenzo Nibali \| Italie \| Trek-Segafredo \| + 1 h 03 min 59 s \| \| 19e \| Gorka Izagirre \| Espagne \| Astana-Premier Tech \| + 1 h 04 min 12 s \| \| 20e \| Louis Vervaeke \| Belgique \| Alpecin-Fenix \| + 1 h 05 min 09 s \| |                   |                  |                        |                   |
| |                   |                  |                        |                   |
| Source : ProCyclingStats |                   |                  |                        |                   |
| Classement général |                   |                  |                        |                   |
| Coureur | Coureur           | Pays             | Équipe                 | Temps             |
| 1er | Egan Bernal       | Colombie         | Ineos Grenadiers       | 86 h 17 min 28 s  |
| 2e | Damiano Caruso    | Italie           | Bahrain Victorious     | + 1 min 29 s      |
| 3e | Simon Yates       | Royaume-Uni      | Team BikeExchange      | + 4 min 15 s      |
| 4e | Aleksandr Vlasov  | Russie           | Astana-Premier Tech    | + 6 min 40 s      |
| 5e | Daniel Martínez   | Colombie         | Ineos Grenadiers       | + 7 min 24 s      |
| 6e | João Almeida      | Portugal         | Deceuninck-Quick Step  | + 7 min 24 s      |
| 7e | Romain Bardet     | France           | Team DSM               | + 8 min 05 s      |
| 8e | Hugh Carthy       | Royaume-Uni      | EF Education-Nippo     | + 8 min 56 s      |
| 9e | Tobias Foss       | Norvège          | Jumbo-Visma            | + 11 min 44 s     |
| 10e | Dan Martin        | Irlande          | Israel Start-Up Nation | + 18 min 35 s     |
| 11e | George Bennett    | Nouvelle-Zélande | Jumbo-Visma            | + 25 min 35 s     |
| 12e | Koen Bouwman      | Pays-Bas         | Jumbo-Visma            | + 30 min 56 s     |
| 13e | Pello Bilbao      | Espagne          | Bahrain Victorious     | + 37 min 58 s     |
| 14e | Attila Valter     | Hongrie          | Groupama-FDJ           | + 45 min 30 s     |
| 15e | Davide Formolo    | Italie           | UAE Team Emirates      | + 47 min 21 s     |
| 16e | Lorenzo Fortunato | Italie           | Eolo-Kometa            | + 47 min 31 s     |
| 17e | Diego Ulissi      | Italie           | UAE Team Emirates      | + 56 min 31 s     |
| 18e | Vincenzo Nibali   | Italie           | Trek-Segafredo         | + 1 h 03 min 59 s |
| 19e | Gorka Izagirre    | Espagne          | Astana-Premier Tech    | + 1 h 04 min 12 s |
| 20e | Louis Vervaeke    | Belgique         | Alpecin-Fenix          | + 1 h 05 min 09 s |

### Classements annexes
| Classement par points | Classement par points | Classement par points | Classement par points              | Classement par points |
| Coureur               | Coureur               | Pays                  | Équipe                             | Points                |
| --------------------- | --------------------- | --------------------- | ---------------------------------- | --------------------- |
| 1er                   | Peter Sagan           | Slovaquie             | Bora-Hansgrohe                     | 136 pts               |
| 2e                    | Davide Cimolai        | Italie                | Israel Start-Up Nation             | 118 pts               |
| 3e                    | Fernando Gaviria      | Colombie              | UAE Team Emirates                  | 116 pts               |
| 4e                    | Elia Viviani          | Italie                | Cofidis                            | 86 pts                |
| 5e                    | Egan Bernal           | Colombie              | Ineos Grenadiers                   | 80 pts                |
| 6e                    | Dries De Bondt        | Belgique              | Alpecin-Fenix                      | 71 pts                |
| 7e                    | Andrea Pasqualon      | Italie                | Intermarché-Wanty-Gobert Matériaux | 61 pts                |
| 8e                    | Simone Consonni       | Italie                | Cofidis                            | 60 pts                |
| 9e                    | Edoardo Affini        | Italie                | Jumbo-Visma                        | 59 pts                |
| 10e                   | Alberto Bettiol       | Italie                | EF Education-Nippo                 | 57 pts                |

| Classement par points | Classement par points | Classement par points | Classement par points              | Classement par points |
| Coureur               | Coureur               | Pays                  | Équipe                             | Points                |
| --------------------- | --------------------- | --------------------- | ---------------------------------- | --------------------- |
| 1er                   | Peter Sagan           | Slovaquie             | Bora-Hansgrohe                     | 136 pts               |
| 2e                    | Davide Cimolai        | Italie                | Israel Start-Up Nation             | 118 pts               |
| 3e                    | Fernando Gaviria      | Colombie              | UAE Team Emirates                  | 116 pts               |
| 4e                    | Elia Viviani          | Italie                | Cofidis                            | 86 pts                |
| 5e                    | Egan Bernal           | Colombie              | Ineos Grenadiers                   | 80 pts                |
| 6e                    | Dries De Bondt        | Belgique              | Alpecin-Fenix                      | 71 pts                |
| 7e                    | Andrea Pasqualon      | Italie                | Intermarché-Wanty-Gobert Matériaux | 61 pts                |
| 8e                    | Simone Consonni       | Italie                | Cofidis                            | 60 pts                |
| 9e                    | Edoardo Affini        | Italie                | Jumbo-Visma                        | 59 pts                |
| 10e                   | Alberto Bettiol       | Italie                | EF Education-Nippo                 | 57 pts                |

| Classement de la montagne | Classement de la montagne | Classement de la montagne | Classement de la montagne | Classement de la montagne |
| Coureur                   | Coureur                   | Pays                      | Équipe                    | Points                    |
| ------------------------- | ------------------------- | ------------------------- | ------------------------- | ------------------------- |
| 1er                       | Geoffrey Bouchard         | France                    | AG2R Citroën Team         | 184 pts                   |
| 2e                        | Egan Bernal               | Colombie                  | Ineos Grenadiers          | 140 pts                   |
| 3e                        | Damiano Caruso            | Italie                    | Bahrain Victorious        | 99 pts                    |
| 4e                        | Dan Martin                | Irlande                   | Israel Start-Up Nation    | 83 pts                    |
| 5e                        | Simon Yates               | Royaume-Uni               | Team BikeExchange         | 61 pts                    |
| 6e                        | João Almeida              | Portugal                  | Deceuninck-Quick Step     | 54 pts                    |
| 7e                        | Bauke Mollema             | Pays-Bas                  | Trek-Segafredo            | 53 pts                    |
| 8e                        | Lorenzo Fortunato         | Italie                    | Eolo-Kometa               | 52 pts                    |
| 9e                        | Romain Bardet             | France                    | Team DSM                  | 49 pts                    |
| 10e                       | Michael Storer            | Australie                 | Team DSM                  | 46 pts                    |

| Classement de la montagne | Classement de la montagne | Classement de la montagne | Classement de la montagne | Classement de la montagne |
| Coureur                   | Coureur                   | Pays                      | Équipe                    | Points                    |
| ------------------------- | ------------------------- | ------------------------- | ------------------------- | ------------------------- |
| 1er                       | Geoffrey Bouchard         | France                    | AG2R Citroën Team         | 184 pts                   |
| 2e                        | Egan Bernal               | Colombie                  | Ineos Grenadiers          | 140 pts                   |
| 3e                        | Damiano Caruso            | Italie                    | Bahrain Victorious        | 99 pts                    |
| 4e                        | Dan Martin                | Irlande                   | Israel Start-Up Nation    | 83 pts                    |
| 5e                        | Simon Yates               | Royaume-Uni               | Team BikeExchange         | 61 pts                    |
| 6e                        | João Almeida              | Portugal                  | Deceuninck-Quick Step     | 54 pts                    |
| 7e                        | Bauke Mollema             | Pays-Bas                  | Trek-Segafredo            | 53 pts                    |
| 8e                        | Lorenzo Fortunato         | Italie                    | Eolo-Kometa               | 52 pts                    |
| 9e                        | Romain Bardet             | France                    | Team DSM                  | 49 pts                    |
| 10e                       | Michael Storer            | Australie                 | Team DSM                  | 46 pts                    |

| Classement du meilleur jeune | Classement du meilleur jeune | Classement du meilleur jeune | Classement du meilleur jeune | Classement du meilleur jeune |
| Coureur                      | Coureur                      | Pays                         | Équipe                       | Temps                        |
| ---------------------------- | ---------------------------- | ---------------------------- | ---------------------------- | ---------------------------- |
| 1er                          | Egan Bernal                  | Colombie                     | Ineos Grenadiers             | 86 h 17 min 28 s             |
| 2e                           | Aleksandr Vlasov             | Russie                       | Astana-Premier Tech          | + 6 min 40 s                 |
| 3e                           | Daniel Martínez              | Colombie                     | Ineos Grenadiers             | + 7 min 24 s                 |
| 4e                           | João Almeida                 | Portugal                     | Deceuninck-Quick Step        | + 7 min 24 s                 |
| 5e                           | Tobias Foss                  | Norvège                      | Jumbo-Visma                  | + 11 min 44 s                |
| 6e                           | Attila Valter                | Hongrie                      | Groupama-FDJ                 | + 45 min 30 s                |
| 7e                           | Lorenzo Fortunato            | Italie                       | Eolo-Kometa                  | + 47 min 31 s                |
| 8e                           | Michael Storer               | Australie                    | Team DSM                     | + 1 h 49 min 05 s            |
| 9e                           | Harold Tejada                | Colombie                     | Astana-Premier Tech          | + 2 h 01 min 12 s            |
| 10e                          | Alessandro Covi              | Italie                       | UAE Team Emirates            | + 2 h 03 min 30 s            |

| Classement du meilleur jeune | Classement du meilleur jeune | Classement du meilleur jeune | Classement du meilleur jeune | Classement du meilleur jeune |
| Coureur                      | Coureur                      | Pays                         | Équipe                       | Temps                        |
| ---------------------------- | ---------------------------- | ---------------------------- | ---------------------------- | ---------------------------- |
| 1er                          | Egan Bernal                  | Colombie                     | Ineos Grenadiers             | 86 h 17 min 28 s             |
| 2e                           | Aleksandr Vlasov             | Russie                       | Astana-Premier Tech          | + 6 min 40 s                 |
| 3e                           | Daniel Martínez              | Colombie                     | Ineos Grenadiers             | + 7 min 24 s                 |
| 4e                           | João Almeida                 | Portugal                     | Deceuninck-Quick Step        | + 7 min 24 s                 |
| 5e                           | Tobias Foss                  | Norvège                      | Jumbo-Visma                  | + 11 min 44 s                |
| 6e                           | Attila Valter                | Hongrie                      | Groupama-FDJ                 | + 45 min 30 s                |
| 7e                           | Lorenzo Fortunato            | Italie                       | Eolo-Kometa                  | + 47 min 31 s                |
| 8e                           | Michael Storer               | Australie                    | Team DSM                     | + 1 h 49 min 05 s            |
| 9e                           | Harold Tejada                | Colombie                     | Astana-Premier Tech          | + 2 h 01 min 12 s            |
| 10e                          | Alessandro Covi              | Italie                       | UAE Team Emirates            | + 2 h 03 min 30 s            |

| Classement par équipes | Classement par équipes | Classement par équipes | Classement par équipes |
| Équipe                 | Équipe                 | Pays                   | Temps                  |
| ---------------------- | ---------------------- | ---------------------- | ---------------------- |
| 1re                    | Ineos Grenadiers       | Royaume-Uni            | 259 h 30 min 31 s      |
| 2e                     | Jumbo-Visma            | Pays-Bas               | + 26 min 52 s          |
| 3e                     | Team DSM               | Allemagne              | + 29 min 09 s          |
| 4e                     | Astana-Premier Tech    | Kazakhstan             | + 33 min 05 s          |
| 5e                     | Team BikeExchange      | Australie              | + 1 h 15 min 12 s      |
| 6e                     | Trek-Segafredo         | États-Unis             | + 1 h 27 min 09 s      |
| 7e                     | Movistar Team          | Espagne                | + 1 h 28 min 18 s      |
| 8e                     | Deceuninck-Quick Step  | Belgique               | + 1 h 37 min 51 s      |
| 9e                     | Bahrain Victorious     | Bahreïn                | + 1 h 51 min 05 s      |
| 10e                    | UAE Team Emirates      | Émirats arabes unis    | + 1 h 54 min 04 s      |

| Classement par équipes | Classement par équipes | Classement par équipes | Classement par équipes |
| Équipe                 | Équipe                 | Pays                   | Temps                  |
| ---------------------- | ---------------------- | ---------------------- | ---------------------- |
| 1re                    | Ineos Grenadiers       | Royaume-Uni            | 259 h 30 min 31 s      |
| 2e                     | Jumbo-Visma            | Pays-Bas               | + 26 min 52 s          |
| 3e                     | Team DSM               | Allemagne              | + 29 min 09 s          |
| 4e                     | Astana-Premier Tech    | Kazakhstan             | + 33 min 05 s          |
| 5e                     | Team BikeExchange      | Australie              | + 1 h 15 min 12 s      |
| 6e                     | Trek-Segafredo         | États-Unis             | + 1 h 27 min 09 s      |
| 7e                     | Movistar Team          | Espagne                | + 1 h 28 min 18 s      |
| 8e                     | Deceuninck-Quick Step  | Belgique               | + 1 h 37 min 51 s      |
| 9e                     | Bahrain Victorious     | Bahreïn                | + 1 h 51 min 05 s      |
| 10e                    | UAE Team Emirates      | Émirats arabes unis    | + 1 h 54 min 04 s      |

#### Autres classements
- Classement des sprints intermédiaires[22] :  Dries De Bondt
- Classement de la combativité :  Dries De Bondt
- Classement Fuga Bianchi[23] : Simon Pellaud
- Cima Coppi :  Egan Bernal
- Cima Pantani : annulé
- Classement du fair-play : Bahrain Victorious

### Classement UCI
La course attribue des points au Classement mondial UCI 2021 selon le barème suivant :
| Position                   | 1er | 2e  | 3e  | 4e  | 5e  | 6e  | 7e  | 8e  | 9e  | 10e | 11e | 12e | 13e | 14e | 15e | 16e | 17e | 18e | 19e | 20e | 21e à 25e | 26e à 30e | 31e à 40e | 41e à 50e | 51e à 55e | 56e à 60e |
| -------------------------- | --- | --- | --- | --- | --- | --- | --- | --- | --- | --- | --- | --- | --- | --- | --- | --- | --- | --- | --- | --- | --------- | --------- | --------- | --------- | --------- | --------- |
| Classement général         | 850 | 680 | 575 | 460 | 380 | 320 | 260 | 220 | 180 | 140 | 120 | 100 | 84  | 68  | 60  | 56  | 52  | 48  | 44  | 40  | 32        | 24        | 20        | 16        | 12        | 8         |
| Par étapes                 | 100 | 40  | 20  | 12  | 4   |     |     |     |     |     |     |     |     |     |     |     |     |     |     |     |           |           |           |           |           |           |
| Classements finaux annexes | 100 | 40  | 20  |     |     |     |     |     |     |     |     |     |     |     |     |     |     |     |     |     |           |           |           |           |           |           |
| Leader par étapes          | 20  |     |     |     |     |     |     |     |     |     |     |     |     |     |     |     |     |     |     |     |           |           |           |           |           |           |

#### Points gagnés à l'issue de la course
| Rang | Coureur          | Équipe                 | Général | Etape | Leader | Annexe | Total |
| ---- | ---------------- | ---------------------- | ------- | ----- | ------ | ------ | ----- |
| 1er  | Egan Bernal      | Ineos Grenadiers       | 850     | 312   | 240    | 40     | 1442  |
| 2e   | Damiano Caruso   | Bahrain Victorious     | 680     | 136   | -      | 20     | 836   |
| 3e   | Simon Yates      | BikeExchange           | 575     | 120   | -      | -      | 695   |
| 4e   | Aleksandr Vlasov | Astana-Premier Tech    | 460     | 24    | -      | -      | 484   |
| 5e   | João Almeida     | Deceuninck-Quick Step  | 320     | 100   | -      | -      | 420   |
| 6e   | Daniel Martínez  | Ineos Grenadiers       | 380     | 20    | -      | -      | 400   |
| 7e   | Romain Bardet    | Team DSM               | 260     | 52    | -      | -      | 312   |
| 8e   | Dan Martin       | Israel Start-Up Nation | 140     | 124   | -      | -      | 264   |
| 9e   | Filippo Ganna    | Ineos Grenadiers       | -       | 200   | 60     | -      | 260   |
| 10e  | Peter Sagan      | Bora-Hansgrohe         | -       | 156   | -      | 100    | 256   |

## Gains par équipes
Les gains cumulés par équipes lors du Tour d'Italie 2021 sont répertoriés dans le tableau ci-dessous.
| Rang | Équipe                             | Pays                | Gains     | Meilleur classement général | Victoire(s) d'étape | Maillot rose (jours) | Classements annexes                                                |
| ---- | ---------------------------------- | ------------------- | --------- | --------------------------- | ------------------- | -------------------- | ------------------------------------------------------------------ |
| 1er  | Ineos Grenadiers                   | Royaume-Uni         | 438 894 € | 1er                         | 4                   | 15                   | Classement du meilleur jeune Classement par équipes Cima Coppi     |
| 2e   | Bahrain Victorious                 | Bahreïn             | 193 873 € | 2e                          | 2                   |                      | Classement du fair-play                                            |
| 3e   | BikeExchange                       | Australie           | 92 804 €  | 3e                          | 1                   |                      |                                                                    |
| 4e   | Israel Start-Up Nation             | Israël              | 70 924 €  | 10e                         | 1                   | 2                    |                                                                    |
| 5e   | Jumbo-Visma                        | Pays-Bas            | 59 602 €  | 9e                          |                     |                      |                                                                    |
| 6e   | Qhubeka Assos                      | Afrique du Sud      | 55 929 €  | 57e                         | 3                   |                      |                                                                    |
| 7e   | UAE Team Emirates                  | Émirats arabes unis | 55 805 €  | 15e                         | 1                   |                      |                                                                    |
| 8e   | Deceuninck-Quick Step              | Belgique            | 51 711 €  | 6e                          |                     |                      |                                                                    |
| 9e   | Alpecin-Fenix                      | Belgique            | 51 572 €  | 20e                         | 1                   |                      | Classement des sprints intermédiaires Classement de la combativité |
| 10e  | Team DSM                           | Allemagne           | 49 185 €  | 7e                          |                     |                      |                                                                    |
| 11e  | Astana-Premier Tech                | Kazakhstan          | 48 356 €  | 4e                          |                     |                      |                                                                    |
| 12e  | Bora-Hansgrohe                     | Allemagne           | 43 705 €  | 32e                         | 1                   |                      | Classement par points                                              |
| 13e  | Lotto-Soudal                       | Belgique            | 35 761 €  | 79e                         | 2                   |                      |                                                                    |
| 14e  | AG2R Citroën                       | France              | 35 472 €  | 41e                         | 1                   |                      | Classement de la montagne                                          |
| 15e  | Cofidis                            | France              | 34 884 €  | 110e                        | 1                   |                      |                                                                    |
| 16e  | Eolo-Kometa                        | Italie              | 33 869 €  | 16e                         | 1                   |                      |                                                                    |
| 17e  | EF Education-Nippo                 | États-Unis          | 30 352 €  | 8e                          | 1                   |                      |                                                                    |
| 18e  | Intermarché-Wanty-Gobert Matériaux | Belgique            | 23 527 €  | 26e                         | 1                   |                      |                                                                    |
| 19e  | Trek-Segafredo                     | États-Unis          | 23 120 €  | 18e                         |                     |                      |                                                                    |
| 20e  | Androni Giocattoli-Sidermec        | Italie              | 19 911 €  | 47e                         |                     |                      | Classement Fuga Bianchi                                            |
| 21e  | Bardiani CSF Faizanè               | Italie              | 19 738 €  | 35e                         |                     |                      |                                                                    |
| 22e  | Groupama-FDJ                       | France              | 16 545 €  | 14e                         |                     | 3                    |                                                                    |
| 23e  | Movistar                           | Espagne             | 9 721 €   | 22e                         |                     |                      |                                                                    |

## Évolution des classements

### Règlements
Le classement général, dont le leader porte le maillot rose, s'établit en additionnant les temps réalisés à chaque étape, puis en ôtant d'éventuelles bonifications (10, 6 et 4 secondes à l'arrivée des étapes en ligne et 3, 2 et 1 secondes au second sprint intermédiaire de chaque étape). En cas d'égalité, les critères de départage, dans l'ordre, sont : centièmes de seconde enregistrés lors des contre-la-montre, addition des places obtenues lors de chaque étape, place obtenue lors de la dernière étape. Ce classement est le plus important de la course et le gagnant est le vainqueur du Giro.
Le classement par points, dont le leader porte le maillot cyclamen, est l'addition des points attribués à l'arrivée des étapes et au premier sprint intermédiaire de chaque étape en ligne. Comme c'est le cas depuis 2014, la répartition des points est différente selon le type d'étape. Ainsi, le classement par points est établi en fonction du barème suivant :
- Pour les arrivées des étapes dites « sans difficulté » ou de « basse difficulté » : 50, 35, 25, 18, 14, 12, 10, 8, 7, 6, 5, 4, 3, 2 et 1 point(s) pour les 15 premiers coureurs classés ;
- Pour les arrivées des étapes dites de « moyenne difficulté » : 25, 18, 12, 8, 6, 5, 4, 3, 2, 1 point(s) pour les 10 premiers coureurs classés ;
- Pour les arrivées des étapes dites de « haute montagne » et les contre-la-montre individuels : 15, 12, 9, 7, 6, 5, 4, 3, 2 et 1 point(s) pour les 10 premiers coureurs classés ;
- Pour les sprints intermédiaires (le premier de chaque étape en ligne) : 12, 8, 6, 5, 4, 3, 2 et 1 point(s) pour les 8 premiers coureurs classés.

En cas d'égalité de points, les critères de départage, dans l'ordre, sont : nombre de victoires d'étape, nombre de sprints intermédiaires, classement général.
Le classement de la montagne, dont le leader porte le maillot bleu, consiste en l'addition des points obtenus au sommet des différentes ascensions classées tout au long de l'épreuve, en fonction du barème suivant :
- Pour l'ascension dite Cima Coppi : 50, 30, 20, 14, 10, 6, 4, 2 et 1 point pour les 9 premiers coureurs classés ;
- Pour les ascensions de 1re catégorie : 40, 18, 12, 9, 6, 4, 2 et 1 point pour les 8 premiers coureurs classés ;
- Pour les ascensions de 2e catégorie : 18, 8, 6, 4, 2 et 1 point pour les 6 premiers coureurs classés ;
- Pour les ascensions de 3e catégorie : 9, 4, 2 et 1 point pour les 4 premiers coureurs classés ;
- Pour les ascensions de 4e catégorie : 3, 2 et 1 point pour les 3 premiers coureurs classés.

En cas d'égalité de points, les critères de départage, dans l'ordre, sont : nombre de premières places dans la Cima Coppi, les ascensions de 1re, de 2e, de 3e, puis de 4e catégorie, et le classement général.
Le classement du meilleur jeune, dont le leader porte le maillot blanc, est le classement général des coureurs nés après le 1er janvier 1996.
Il existe également un classement pour les équipes. Le classement par équipes de l'étape est l'addition des trois meilleurs temps individuels de chaque équipe, sauf lors du contre-la-montre par équipes, où l'on prend le temps de l'équipe. En cas d'égalité, les critères de départage, dans l'ordre, sont : addition des places des 3 premiers coureurs des équipes concernées, place du meilleur coureur sur l'étape. Calculer le classement par équipes revient à additionner les classements par équipes de chaque étape. En cas d'égalité, les critères de départage, dans l'ordre, sont : nombre de premières places dans le classement par équipes du jour, nombre de deuxièmes places dans le classement par équipes du jour, etc., place au classement général du meilleur coureur des équipes concernées.

### Suivi étape par étape
| Étape              | Vainqueur          | Classement général   | Classement par points | Classement de la montagne | Classement du meilleur jeune | Classement par équipes |
| ------------------ | ------------------ | -------------------- | --------------------- | ------------------------- | ---------------------------- | ---------------------- |
| 1                  | Filippo Ganna      | Filippo Ganna        | Filippo Ganna         | non-attribué              | Filippo Ganna                | Jumbo-Visma            |
| 2                  | Tim Merlier        | Filippo Ganna        | Tim Merlier           | Vincenzo Albanese         | Filippo Ganna                | Jumbo-Visma            |
| 3                  | Taco van der Hoorn | Filippo Ganna        | Tim Merlier           | Vincenzo Albanese         | Filippo Ganna                | Jumbo-Visma            |
| 4                  | Joe Dombrowski     | Alessandro De Marchi | Tim Merlier           | Joe Dombrowski            | Attila Valter                | Bahrain Victorious     |
| 5                  | Caleb Ewan         | Alessandro De Marchi | Giacomo Nizzolo       | Joe Dombrowski            | Attila Valter                | Bahrain Victorious     |
| 6                  | Gino Mäder         | Attila Valter        | Giacomo Nizzolo       | Gino Mäder                | Attila Valter                | Bahrain Victorious     |
| 7                  | Caleb Ewan         | Attila Valter        | Caleb Ewan            | Gino Mäder                | Attila Valter                | Bahrain Victorious     |
| 8                  | Victor Lafay       | Attila Valter        | Tim Merlier           | Gino Mäder                | Attila Valter                | Ineos Grenadiers       |
| 9                  | Egan Bernal        | Egan Bernal          | Tim Merlier           | Geoffrey Bouchard         | Egan Bernal                  | Ineos Grenadiers       |
| 10                 | Peter Sagan        | Egan Bernal          | Peter Sagan           | Geoffrey Bouchard         | Egan Bernal                  | Ineos Grenadiers       |
| 11                 | Mauro Schmid       | Egan Bernal          | Peter Sagan           | Geoffrey Bouchard         | Egan Bernal                  | Ineos Grenadiers       |
| 12                 | Andrea Vendrame    | Egan Bernal          | Peter Sagan           | Geoffrey Bouchard         | Egan Bernal                  | Ineos Grenadiers       |
| 13                 | Giacomo Nizzolo    | Egan Bernal          | Peter Sagan           | Geoffrey Bouchard         | Egan Bernal                  | Ineos Grenadiers       |
| 14                 | Lorenzo Fortunato  | Egan Bernal          | Peter Sagan           | Geoffrey Bouchard         | Egan Bernal                  | Ineos Grenadiers       |
| 15                 | Victor Campenaerts | Egan Bernal          | Peter Sagan           | Geoffrey Bouchard         | Egan Bernal                  | Trek-Segafredo         |
| 16                 | Egan Bernal        | Egan Bernal          | Peter Sagan           | Geoffrey Bouchard         | Egan Bernal                  | Trek-Segafredo         |
| 17                 | Dan Martin         | Egan Bernal          | Peter Sagan           | Geoffrey Bouchard         | Egan Bernal                  | Ineos Grenadiers       |
| 18                 | Alberto Bettiol    | Egan Bernal          | Peter Sagan           | Geoffrey Bouchard         | Egan Bernal                  | Team DSM               |
| 19                 | Simon Yates        | Egan Bernal          | Peter Sagan           | Geoffrey Bouchard         | Egan Bernal                  | Ineos Grenadiers       |
| 20                 | Damiano Caruso     | Egan Bernal          | Peter Sagan           | Geoffrey Bouchard         | Egan Bernal                  | Ineos Grenadiers       |
| 21                 | Filippo Ganna      | Egan Bernal          | Peter Sagan           | Geoffrey Bouchard         | Egan Bernal                  | Ineos Grenadiers       |
| Classements finals | Classements finals | Egan Bernal          | Peter Sagan           | Geoffrey Bouchard         | Egan Bernal                  | Ineos Grenadiers       |

## Liste des participants
| Ineos Grenadiers IGD                            | Ineos Grenadiers IGD           | Ineos Grenadiers IGD |
| ----------------------------------------------- | ------------------------------ | -------------------- |
| Num                                             | Coureur                        | Pos                  |
| 1                                               | Egan Bernal (COL)              | 1er                  |
| 2                                               | Jonathan Castroviejo (ESP)     | 23e                  |
| 3                                               | Filippo Ganna (ITA) (chrono)   | 118e                 |
| 4                                               | Daniel Martínez (COL) (chrono) | 5e                   |
| 5                                               | Gianni Moscon (ITA)            | 24e                  |
| 6                                               | Jhonatan Narváez (ECU)         | 49e                  |
| 7                                               | Salvatore Puccio (ITA)         | 94e                  |
| 8                                               | Pavel Sivakov (RUS)            | NP-6                 |
| Directeur sportif : Matteo Tosatto, Dario Cioni |                                |                      |

| AG2R Citroën Team ACT                                  | AG2R Citroën Team ACT     | AG2R Citroën Team ACT |
| ------------------------------------------------------ | ------------------------- | --------------------- |
| Num                                                    | Coureur                   | Pos                   |
| 11                                                     | Tony Gallopin (FRA)       | 60e                   |
| 12                                                     | François Bidard (FRA)     | NP-6                  |
| 13                                                     | Geoffrey Bouchard (FRA)   | 58e                   |
| 14                                                     | Clément Champoussin (FRA) | AB-9                  |
| 15                                                     | Alexis Gougeard (FRA)     | 114e                  |
| 16                                                     | Lawrence Naesen (BEL)     | 119e                  |
| 17                                                     | Andrea Vendrame (ITA)     | 50e                   |
| 18                                                     | Lawrence Warbasse (USA)   | 41e                   |
| Directeur sportif : Stéphane Goubert, Artūras Kasputis |                           |                       |

| Alpecin-Fenix AFC                                  | Alpecin-Fenix AFC            | Alpecin-Fenix AFC |
| -------------------------------------------------- | ---------------------------- | ----------------- |
| Num                                                | Coureur                      | Pos               |
| 21                                                 | Tim Merlier (BEL)            | NP-11             |
| 22                                                 | Dries De Bondt (BEL) (route) | 91e               |
| 23                                                 | Jimmy Janssens (BEL)         | 65e               |
| 24                                                 | Alexander Krieger (GER)      | 140e              |
| 25                                                 | Senne Leysen (BEL)           | 101e              |
| 26                                                 | Oscar Riesebeek (NED)        | 104e              |
| 27                                                 | Gianni Vermeersch (BEL)      | 87e               |
| 28                                                 | Louis Vervaeke (BEL)         | 20e               |
| Directeur sportif : Bart Leysen, Michel Cornelisse |                              |                   |

| Androni Giocattoli-Sidermec ANS                             | Androni Giocattoli-Sidermec ANS | Androni Giocattoli-Sidermec ANS |
| ----------------------------------------------------------- | ------------------------------- | ------------------------------- |
| Num                                                         | Coureur                         | Pos                             |
| 31                                                          | Alexander Cepeda (ECU)          | NP-19                           |
| 32                                                          | Simon Pellaud (SUI)             | 69e                             |
| 33                                                          | Andrii Ponomar (UKR)            | 67e                             |
| 34                                                          | Simone Ravanelli (ITA)          | 71e                             |
| 35                                                          | Eduardo Sepúlveda (ARG)         | 47e                             |
| 36                                                          | Filippo Tagliani (ITA)          | 123e                            |
| 37                                                          | Natnael Tesfatsion (ERI)        | 92e                             |
| 38                                                          | Nicola Venchiarutti (ITA)       | 132e                            |
| Directeur sportif : Giovanni Ellena, Alessandro Spezialetti |                                 |                                 |

| Astana-Premier Tech APT                                   | Astana-Premier Tech APT         | Astana-Premier Tech APT |
| --------------------------------------------------------- | ------------------------------- | ----------------------- |
| Num                                                       | Coureur                         | Pos                     |
| 41                                                        | Aleksandr Vlasov (RUS)          | 4e                      |
| 42                                                        | Samuele Battistella (ITA)       | 82e                     |
| 43                                                        | Fabio Felline (ITA)             | NP-20                   |
| 44                                                        | Gorka Izagirre (ESP)            | 19e                     |
| 45                                                        | Vadim Pronskiy (KAZ)            | 40e                     |
| 46                                                        | Luis León Sánchez (ESP) (route) | 33e                     |
| 47                                                        | Matteo Sobrero (ITA)            | 61e                     |
| 48                                                        | Harold Tejada (COL)             | 36e                     |
| Directeur sportif : Giuseppe Martinelli, Bruno Cenghialta |                                 |                         |

| Bahrain Victorious TBV                             | Bahrain Victorious TBV      | Bahrain Victorious TBV |
| -------------------------------------------------- | --------------------------- | ---------------------- |
| Num                                                | Coureur                     | Pos                    |
| 51                                                 | Mikel Landa (ESP)           | AB-5                   |
| 52                                                 | Yukiya Arashiro (JPN)       | 77e                    |
| 53                                                 | Pello Bilbao (ESP) (chrono) | 13e                    |
| 54                                                 | Damiano Caruso (ITA)        | 2e                     |
| 55                                                 | Gino Mäder (SUI)            | AB-12                  |
| 56                                                 | Matej Mohorič (SLO)         | AB-9                   |
| 57                                                 | Jan Tratnik (SLO)           | 70e                    |
| 58                                                 | Rafael Valls (ESP)          | 96e                    |
| Directeur sportif : Gorazd Štangelj, Alberto Volpi |                             |                        |

| Bardiani CSF Faizanè BCF                             | Bardiani CSF Faizanè BCF | Bardiani CSF Faizanè BCF |
| ---------------------------------------------------- | ------------------------ | ------------------------ |
| Num                                                  | Coureur                  | Pos                      |
| 61                                                   | Giovanni Visconti (ITA)  | 95e                      |
| 62                                                   | Enrico Battaglin (ITA)   | 85e                      |
| 63                                                   | Giovanni Carboni (ITA)   | 35e                      |
| 64                                                   | Filippo Fiorelli (ITA)   | 108e                     |
| 65                                                   | Davide Gabburo (ITA)     | 106e                     |
| 66                                                   | Umberto Marengo (ITA)    | 139e                     |
| 67                                                   | Filippo Zana (ITA)       | 73e                      |
| 68                                                   | Samuele Zoccarato (ITA)  | 105e                     |
| Directeur sportif : Roberto Reverberi, Mirko Rossato |                          |                          |

| Bora-Hansgrohe BOH                              | Bora-Hansgrohe BOH        | Bora-Hansgrohe BOH |
| ----------------------------------------------- | ------------------------- | ------------------ |
| Num                                             | Coureur                   | Pos                |
| 71                                              | Peter Sagan (SVK)         | 117e               |
| 72                                              | Giovanni Aleotti (ITA)    | 80e                |
| 73                                              | Cesare Benedetti (ITA)    | 103e               |
| 74                                              | Maciej Bodnar (POL)       | 136e               |
| 75                                              | Emanuel Buchmann (GER)    | AB-15              |
| 76                                              | Matteo Fabbro (ITA)       | 32e                |
| 77                                              | Felix Großschartner (AUT) | 42e                |
| 78                                              | Daniel Oss (ITA)          | 112e               |
| Directeur sportif : Ján Valach, Christian Pömer |                           |                    |

| Cofidis COF                                           | Cofidis COF                   | Cofidis COF |
| ----------------------------------------------------- | ----------------------------- | ----------- |
| Num                                                   | Coureur                       | Pos         |
| 81                                                    | Elia Viviani (ITA)            | 135e        |
| 82                                                    | Natnael Berhane (ERI) (route) | AB-15       |
| 83                                                    | Simone Consonni (ITA)         | 110e        |
| 84                                                    | Nicolas Edet (FRA)            | AB-14       |
| 85                                                    | Victor Lafay (FRA)            | NP-19       |
| 86                                                    | Rémy Rochas (FRA)             | AB-17       |
| 87                                                    | Fabio Sabatini (ITA)          | 133e        |
| 88                                                    | Attilio Viviani (ITA)         | 142e        |
| Directeur sportif : Roberto Damiani, Jean-Luc Jonrond |                               |             |

| Deceuninck-Quick Step DQT                           | Deceuninck-Quick Step DQT   | Deceuninck-Quick Step DQT |
| --------------------------------------------------- | --------------------------- | ------------------------- |
| Num                                                 | Coureur                     | Pos                       |
| 91                                                  | Remco Evenepoel (BEL)       | NP-18                     |
| 92                                                  | João Almeida (POR)          | 6e                        |
| 93                                                  | Rémi Cavagna (FRA) (chrono) | 68e                       |
| 94                                                  | Mikkel Honoré (DEN)         | 81e                       |
| 95                                                  | Iljo Keisse (BEL)           | 121e                      |
| 96                                                  | James Knox (GBR)            | 53e                       |
| 97                                                  | Fausto Masnada (ITA)        | AB-12                     |
| 98                                                  | Pieter Serry (BEL)          | 56e                       |
| Directeur sportif : Davide Bramati, Geert Van Bondt |                             |                           |

| EF Education-Nippo EFN                          | EF Education-Nippo EFN         | EF Education-Nippo EFN |
| ----------------------------------------------- | ------------------------------ | ---------------------- |
| Num                                             | Coureur                        | Pos                    |
| 101                                             | Hugh Carthy (GBR)              | 8e                     |
| 102                                             | Jonathan Caicedo (ECU) (route) | AB-11                  |
| 103                                             | Simon Carr (GBR)               | 66e                    |
| 104                                             | Ruben Guerreiro (POR)          | AB-15                  |
| 105                                             | Jens Keukeleire (BEL)          | 78e                    |
| 106                                             | Julius van den Berg (NED)      | 125e                   |
| 107                                             | Alberto Bettiol (ITA)          | 30e                    |
| 109                                             | Tejay van Garderen (USA)       | 84e                    |
| Directeur sportif : Tom Southam, Matti Breschel |                                |                        |

| Eolo-Kometa EOK                                 | Eolo-Kometa EOK         | Eolo-Kometa EOK |
| ----------------------------------------------- | ----------------------- | --------------- |
| Num                                             | Coureur                 | Pos             |
| 111                                             | Manuel Belletti (ITA)   | AB-6            |
| 112                                             | Vincenzo Albanese (ITA) | 75e             |
| 113                                             | Mark Christian (GBR)    | 76e             |
| 114                                             | Márton Dina (HUN)       | 100e            |
| 115                                             | Lorenzo Fortunato (ITA) | 16e             |
| 116                                             | Francesco Gavazzi (ITA) | 29e             |
| 117                                             | Edward Ravasi (ITA)     | 46e             |
| 118                                             | Samuele Rivi (ITA)      | 129e            |
| Directeur sportif : Stefano Zanatta, Sean Yates |                         |                 |

| Groupama-FDJ GFC                                     | Groupama-FDJ GFC            | Groupama-FDJ GFC |
| ---------------------------------------------------- | --------------------------- | ---------------- |
| Num                                                  | Coureur                     | Pos              |
| 121                                                  | Rudy Molard (FRA)           | 37e              |
| 122                                                  | Matteo Badilatti (SUI)      | 34e              |
| 123                                                  | Antoine Duchesne (CAN)      | 115e             |
| 124                                                  | Simon Guglielmi (FRA)       | 90e              |
| 125                                                  | Sébastien Reichenbach (SUI) | AB-16            |
| 126                                                  | Romain Seigle (FRA)         | 88e              |
| 127                                                  | Attila Valter (HUN)         | 14e              |
| 128                                                  | Lars van den Berg (NED)     | 64e              |
| Directeur sportif : Philippe Mauduit, Sébastien Joly |                             |                  |

| Intermarché-Wanty-Gobert Matériaux IWG           | Intermarché-Wanty-Gobert Matériaux IWG | Intermarché-Wanty-Gobert Matériaux IWG |
| ------------------------------------------------ | -------------------------------------- | -------------------------------------- |
| Num                                              | Coureur                                | Pos                                    |
| 131                                              | Jan Hirt (CZE)                         | 26e                                    |
| 132                                              | Quinten Hermans (BEL)                  | 43e                                    |
| 133                                              | Wesley Kreder (NED)                    | 128e                                   |
| 134                                              | Riccardo Minali (ITA)                  | 143e                                   |
| 135                                              | Andrea Pasqualon (ITA)                 | 72e                                    |
| 136                                              | Simone Petilli (ITA)                   | 44e                                    |
| 137                                              | Rein Taaramäe (EST)                    | 51e                                    |
| 138                                              | Taco van der Hoorn (NED)               | 107e                                   |
| Directeur sportif : Valerio Piva, Steven De Neef |                                        |                                        |

| Israel Start-Up Nation ISN                        | Israel Start-Up Nation ISN | Israel Start-Up Nation ISN |
| ------------------------------------------------- | -------------------------- | -------------------------- |
| Num                                               | Coureur                    | Pos                        |
| 141                                               | Dan Martin (IRL)           | 10e                        |
| 142                                               | Patrick Bevin (NZL)        | 48e                        |
| 143                                               | Matthias Brändle (AUT)     | 130e                       |
| 144                                               | Davide Cimolai (ITA)       | 127e                       |
| 145                                               | Alessandro De Marchi (ITA) | AB-12                      |
| 146                                               | Alex Dowsett (GBR)         | AB-12                      |
| 147                                               | Krists Neilands (LAT)      | NP-2                       |
| 148                                               | Guy Niv (ISR)              | 74e                        |
| Directeur sportif : Nicki Sørensen, Claudio Cozzi |                            |                            |

| Jumbo-Visma TJV                                        | Jumbo-Visma TJV              | Jumbo-Visma TJV |
| ------------------------------------------------------ | ---------------------------- | --------------- |
| Num                                                    | Coureur                      | Pos             |
| 151                                                    | George Bennett (NZL) (route) | 11e             |
| 152                                                    | Edoardo Affini (ITA)         | 113e            |
| 153                                                    | Koen Bouwman (NED)           | 12e             |
| 154                                                    | David Dekker (NED)           | NP-14           |
| 155                                                    | Tobias Foss (NOR)            | 9e              |
| 156                                                    | Dylan Groenewegen (NED)      | NP-14           |
| 157                                                    | Paul Martens (GER)           | 99e             |
| 158                                                    | Jos van Emden (NED)          | AB-15           |
| Directeur sportif : Arthur van Dongen, Maarten Wynants |                              |                 |

| Lotto-Soudal LTS                              | Lotto-Soudal LTS        | Lotto-Soudal LTS |
| --------------------------------------------- | ----------------------- | ---------------- |
| Num                                           | Coureur                 | Pos              |
| 161                                           | Caleb Ewan (AUS)        | AB-8             |
| 162                                           | Jasper De Buyst (BEL)   | AB-9             |
| 163                                           | Thomas De Gendt (BEL)   | NP-16            |
| 164                                           | Kobe Goossens (BEL)     | AB-12            |
| 165                                           | Roger Kluge (GER)       | AB-14            |
| 166                                           | Tomasz Marczyński (POL) | NP-9             |
| 167                                           | Stefano Oldani (ITA)    | 79e              |
| 168                                           | Harm Vanhoucke (BEL)    | 86e              |
| Directeur sportif : Mario Aerts, Marc Wauters |                         |                  |

| Movistar Team MOV                                                   | Movistar Team MOV      | Movistar Team MOV |
| ------------------------------------------------------------------- | ---------------------- | ----------------- |
| Num                                                                 | Coureur                | Pos               |
| 171                                                                 | Marc Soler (ESP)       | AB-12             |
| 172                                                                 | Dario Cataldo (ITA)    | 54e               |
| 173                                                                 | Matteo Jorgenson (USA) | 98e               |
| 174                                                                 | Nélson Oliveira (POR)  | 27e               |
| 175                                                                 | Antonio Pedrero (ESP)  | 22e               |
| 176                                                                 | Einer Rubio (COL)      | 39e               |
| 177                                                                 | Albert Torres (ESP)    | 138e              |
| 178                                                                 | Davide Villella (ITA)  | 55e               |
| Directeur sportif : Maximilian Sciandri, José Vicente García Acosta |                        |                   |

| Team BikeExchange BEX                         | Team BikeExchange BEX         | Team BikeExchange BEX |
| --------------------------------------------- | ----------------------------- | --------------------- |
| Num                                           | Coureur                       | Pos                   |
| 181                                           | Simon Yates (GBR)             | 3e                    |
| 182                                           | Michael Hepburn (AUS)         | 120e                  |
| 183                                           | Christopher Juul Jensen (DEN) | 97e                   |
| 184                                           | Tanel Kangert (EST)           | 21e                   |
| 185                                           | Cameron Meyer (AUS) (route)   | 111e                  |
| 186                                           | Mikel Nieve (ESP)             | 25e                   |
| 187                                           | Nick Schultz (AUS)            | NP-18                 |
| 188                                           | Callum Scotson (AUS)          | 83e                   |
| Directeur sportif : Gene Bates, Matthew White |                               |                       |

| Team DSM DSM                                     | Team DSM DSM         | Team DSM DSM |
| ------------------------------------------------ | -------------------- | ------------ |
| Num                                              | Coureur              | Pos          |
| 191                                              | Jai Hindley (AUS)    | NP-14        |
| 192                                              | Nikias Arndt (GER)   | 62e          |
| 193                                              | Romain Bardet (FRA)  | 7e           |
| 194                                              | Nico Denz (GER)      | 102e         |
| 195                                              | Chris Hamilton (AUS) | 45e          |
| 196                                              | Max Kanter (GER)     | 116e         |
| 197                                              | Nicolas Roche (IRL)  | 59e          |
| 198                                              | Michael Storer (AUS) | 31e          |
| Directeur sportif : Philip West, Matthew Winston |                      |              |

| Qhubeka Assos TQA                                       | Qhubeka Assos TQA             | Qhubeka Assos TQA |
| ------------------------------------------------------- | ----------------------------- | ----------------- |
| Num                                                     | Coureur                       | Pos               |
| 201                                                     | Giacomo Nizzolo (ITA) (route) | NP-15             |
| 202                                                     | Victor Campenaerts (BEL)      | NP-17             |
| 203                                                     | Kilian Frankiny (SUI)         | 57e               |
| 204                                                     | Bert-Jan Lindeman (NED)       | 122e              |
| 205                                                     | Domenico Pozzovivo (ITA)      | NP-7              |
| 206                                                     | Mauro Schmid (SUI)            | 93e               |
| 207                                                     | Max Walscheid (GER)           | 124e              |
| 208                                                     | Łukasz Wiśniowski (POL)       | 131e              |
| Directeur sportif : Aart Vierhouten, Gabriele Missaglia |                               |                   |

| Trek-Segafredo TFS                              | Trek-Segafredo TFS            | Trek-Segafredo TFS |
| ----------------------------------------------- | ----------------------------- | ------------------ |
| Num                                             | Coureur                       | Pos                |
| 211                                             | Vincenzo Nibali (ITA)         | 18e                |
| 212                                             | Gianluca Brambilla (ITA)      | AB-19              |
| 213                                             | Giulio Ciccone (ITA)          | NP-18              |
| 214                                             | Koen de Kort (NED)            | 134e               |
| 215                                             | Amanuel Ghebreigzabhier (ERI) | 63e                |
| 216                                             | Bauke Mollema (NED)           | 28e                |
| 217                                             | Jacopo Mosca (ITA)            | 52e                |
| 218                                             | Matteo Moschetti (ITA)        | 141e               |
| Directeur sportif : Kim Andersen, Adriano Baffi |                               |                    |

| UAE Team Emirates UAD                            | UAE Team Emirates UAD     | UAE Team Emirates UAD |
| ------------------------------------------------ | ------------------------- | --------------------- |
| Num                                              | Coureur                   | Pos                   |
| 221                                              | Davide Formolo (ITA)      | 15e                   |
| 222                                              | Valerio Conti (ITA)       | 89e                   |
| 223                                              | Alessandro Covi (ITA)     | 38e                   |
| 224                                              | Joe Dombrowski (USA)      | NP-6                  |
| 225                                              | Fernando Gaviria (COL)    | 109e                  |
| 226                                              | Sebastián Molano (COL)    | 126e                  |
| 227                                              | Maximiliano Richeze (ARG) | 137e                  |
| 228                                              | Diego Ulissi (ITA)        | 17e                   |
| Directeur sportif : Marco Marzano, Fabio Baldato |                           |                       |

| Ineos Grenadiers IGD                            | Ineos Grenadiers IGD           | Ineos Grenadiers IGD |
| ----------------------------------------------- | ------------------------------ | -------------------- |
| Num                                             | Coureur                        | Pos                  |
| 1                                               | Egan Bernal (COL)              | 1er                  |
| 2                                               | Jonathan Castroviejo (ESP)     | 23e                  |
| 3                                               | Filippo Ganna (ITA) (chrono)   | 118e                 |
| 4                                               | Daniel Martínez (COL) (chrono) | 5e                   |
| 5                                               | Gianni Moscon (ITA)            | 24e                  |
| 6                                               | Jhonatan Narváez (ECU)         | 49e                  |
| 7                                               | Salvatore Puccio (ITA)         | 94e                  |
| 8                                               | Pavel Sivakov (RUS)            | NP-6                 |
| Directeur sportif : Matteo Tosatto, Dario Cioni |                                |                      |

| AG2R Citroën Team ACT                                  | AG2R Citroën Team ACT     | AG2R Citroën Team ACT |
| ------------------------------------------------------ | ------------------------- | --------------------- |
| Num                                                    | Coureur                   | Pos                   |
| 11                                                     | Tony Gallopin (FRA)       | 60e                   |
| 12                                                     | François Bidard (FRA)     | NP-6                  |
| 13                                                     | Geoffrey Bouchard (FRA)   | 58e                   |
| 14                                                     | Clément Champoussin (FRA) | AB-9                  |
| 15                                                     | Alexis Gougeard (FRA)     | 114e                  |
| 16                                                     | Lawrence Naesen (BEL)     | 119e                  |
| 17                                                     | Andrea Vendrame (ITA)     | 50e                   |
| 18                                                     | Lawrence Warbasse (USA)   | 41e                   |
| Directeur sportif : Stéphane Goubert, Artūras Kasputis |                           |                       |

| Alpecin-Fenix AFC                                  | Alpecin-Fenix AFC            | Alpecin-Fenix AFC |
| -------------------------------------------------- | ---------------------------- | ----------------- |
| Num                                                | Coureur                      | Pos               |
| 21                                                 | Tim Merlier (BEL)            | NP-11             |
| 22                                                 | Dries De Bondt (BEL) (route) | 91e               |
| 23                                                 | Jimmy Janssens (BEL)         | 65e               |
| 24                                                 | Alexander Krieger (GER)      | 140e              |
| 25                                                 | Senne Leysen (BEL)           | 101e              |
| 26                                                 | Oscar Riesebeek (NED)        | 104e              |
| 27                                                 | Gianni Vermeersch (BEL)      | 87e               |
| 28                                                 | Louis Vervaeke (BEL)         | 20e               |
| Directeur sportif : Bart Leysen, Michel Cornelisse |                              |                   |

| Androni Giocattoli-Sidermec ANS                             | Androni Giocattoli-Sidermec ANS | Androni Giocattoli-Sidermec ANS |
| ----------------------------------------------------------- | ------------------------------- | ------------------------------- |
| Num                                                         | Coureur                         | Pos                             |
| 31                                                          | Alexander Cepeda (ECU)          | NP-19                           |
| 32                                                          | Simon Pellaud (SUI)             | 69e                             |
| 33                                                          | Andrii Ponomar (UKR)            | 67e                             |
| 34                                                          | Simone Ravanelli (ITA)          | 71e                             |
| 35                                                          | Eduardo Sepúlveda (ARG)         | 47e                             |
| 36                                                          | Filippo Tagliani (ITA)          | 123e                            |
| 37                                                          | Natnael Tesfatsion (ERI)        | 92e                             |
| 38                                                          | Nicola Venchiarutti (ITA)       | 132e                            |
| Directeur sportif : Giovanni Ellena, Alessandro Spezialetti |                                 |                                 |

| Astana-Premier Tech APT                                   | Astana-Premier Tech APT         | Astana-Premier Tech APT |
| --------------------------------------------------------- | ------------------------------- | ----------------------- |
| Num                                                       | Coureur                         | Pos                     |
| 41                                                        | Aleksandr Vlasov (RUS)          | 4e                      |
| 42                                                        | Samuele Battistella (ITA)       | 82e                     |
| 43                                                        | Fabio Felline (ITA)             | NP-20                   |
| 44                                                        | Gorka Izagirre (ESP)            | 19e                     |
| 45                                                        | Vadim Pronskiy (KAZ)            | 40e                     |
| 46                                                        | Luis León Sánchez (ESP) (route) | 33e                     |
| 47                                                        | Matteo Sobrero (ITA)            | 61e                     |
| 48                                                        | Harold Tejada (COL)             | 36e                     |
| Directeur sportif : Giuseppe Martinelli, Bruno Cenghialta |                                 |                         |

| Bahrain Victorious TBV                             | Bahrain Victorious TBV      | Bahrain Victorious TBV |
| -------------------------------------------------- | --------------------------- | ---------------------- |
| Num                                                | Coureur                     | Pos                    |
| 51                                                 | Mikel Landa (ESP)           | AB-5                   |
| 52                                                 | Yukiya Arashiro (JPN)       | 77e                    |
| 53                                                 | Pello Bilbao (ESP) (chrono) | 13e                    |
| 54                                                 | Damiano Caruso (ITA)        | 2e                     |
| 55                                                 | Gino Mäder (SUI)            | AB-12                  |
| 56                                                 | Matej Mohorič (SLO)         | AB-9                   |
| 57                                                 | Jan Tratnik (SLO)           | 70e                    |
| 58                                                 | Rafael Valls (ESP)          | 96e                    |
| Directeur sportif : Gorazd Štangelj, Alberto Volpi |                             |                        |

| Bardiani CSF Faizanè BCF                             | Bardiani CSF Faizanè BCF | Bardiani CSF Faizanè BCF |
| ---------------------------------------------------- | ------------------------ | ------------------------ |
| Num                                                  | Coureur                  | Pos                      |
| 61                                                   | Giovanni Visconti (ITA)  | 95e                      |
| 62                                                   | Enrico Battaglin (ITA)   | 85e                      |
| 63                                                   | Giovanni Carboni (ITA)   | 35e                      |
| 64                                                   | Filippo Fiorelli (ITA)   | 108e                     |
| 65                                                   | Davide Gabburo (ITA)     | 106e                     |
| 66                                                   | Umberto Marengo (ITA)    | 139e                     |
| 67                                                   | Filippo Zana (ITA)       | 73e                      |
| 68                                                   | Samuele Zoccarato (ITA)  | 105e                     |
| Directeur sportif : Roberto Reverberi, Mirko Rossato |                          |                          |

| Bora-Hansgrohe BOH                              | Bora-Hansgrohe BOH        | Bora-Hansgrohe BOH |
| ----------------------------------------------- | ------------------------- | ------------------ |
| Num                                             | Coureur                   | Pos                |
| 71                                              | Peter Sagan (SVK)         | 117e               |
| 72                                              | Giovanni Aleotti (ITA)    | 80e                |
| 73                                              | Cesare Benedetti (ITA)    | 103e               |
| 74                                              | Maciej Bodnar (POL)       | 136e               |
| 75                                              | Emanuel Buchmann (GER)    | AB-15              |
| 76                                              | Matteo Fabbro (ITA)       | 32e                |
| 77                                              | Felix Großschartner (AUT) | 42e                |
| 78                                              | Daniel Oss (ITA)          | 112e               |
| Directeur sportif : Ján Valach, Christian Pömer |                           |                    |

| Cofidis COF                                           | Cofidis COF                   | Cofidis COF |
| ----------------------------------------------------- | ----------------------------- | ----------- |
| Num                                                   | Coureur                       | Pos         |
| 81                                                    | Elia Viviani (ITA)            | 135e        |
| 82                                                    | Natnael Berhane (ERI) (route) | AB-15       |
| 83                                                    | Simone Consonni (ITA)         | 110e        |
| 84                                                    | Nicolas Edet (FRA)            | AB-14       |
| 85                                                    | Victor Lafay (FRA)            | NP-19       |
| 86                                                    | Rémy Rochas (FRA)             | AB-17       |
| 87                                                    | Fabio Sabatini (ITA)          | 133e        |
| 88                                                    | Attilio Viviani (ITA)         | 142e        |
| Directeur sportif : Roberto Damiani, Jean-Luc Jonrond |                               |             |

| Deceuninck-Quick Step DQT                           | Deceuninck-Quick Step DQT   | Deceuninck-Quick Step DQT |
| --------------------------------------------------- | --------------------------- | ------------------------- |
| Num                                                 | Coureur                     | Pos                       |
| 91                                                  | Remco Evenepoel (BEL)       | NP-18                     |
| 92                                                  | João Almeida (POR)          | 6e                        |
| 93                                                  | Rémi Cavagna (FRA) (chrono) | 68e                       |
| 94                                                  | Mikkel Honoré (DEN)         | 81e                       |
| 95                                                  | Iljo Keisse (BEL)           | 121e                      |
| 96                                                  | James Knox (GBR)            | 53e                       |
| 97                                                  | Fausto Masnada (ITA)        | AB-12                     |
| 98                                                  | Pieter Serry (BEL)          | 56e                       |
| Directeur sportif : Davide Bramati, Geert Van Bondt |                             |                           |

| EF Education-Nippo EFN                          | EF Education-Nippo EFN         | EF Education-Nippo EFN |
| ----------------------------------------------- | ------------------------------ | ---------------------- |
| Num                                             | Coureur                        | Pos                    |
| 101                                             | Hugh Carthy (GBR)              | 8e                     |
| 102                                             | Jonathan Caicedo (ECU) (route) | AB-11                  |
| 103                                             | Simon Carr (GBR)               | 66e                    |
| 104                                             | Ruben Guerreiro (POR)          | AB-15                  |
| 105                                             | Jens Keukeleire (BEL)          | 78e                    |
| 106                                             | Julius van den Berg (NED)      | 125e                   |
| 107                                             | Alberto Bettiol (ITA)          | 30e                    |
| 109                                             | Tejay van Garderen (USA)       | 84e                    |
| Directeur sportif : Tom Southam, Matti Breschel |                                |                        |

| Eolo-Kometa EOK                                 | Eolo-Kometa EOK         | Eolo-Kometa EOK |
| ----------------------------------------------- | ----------------------- | --------------- |
| Num                                             | Coureur                 | Pos             |
| 111                                             | Manuel Belletti (ITA)   | AB-6            |
| 112                                             | Vincenzo Albanese (ITA) | 75e             |
| 113                                             | Mark Christian (GBR)    | 76e             |
| 114                                             | Márton Dina (HUN)       | 100e            |
| 115                                             | Lorenzo Fortunato (ITA) | 16e             |
| 116                                             | Francesco Gavazzi (ITA) | 29e             |
| 117                                             | Edward Ravasi (ITA)     | 46e             |
| 118                                             | Samuele Rivi (ITA)      | 129e            |
| Directeur sportif : Stefano Zanatta, Sean Yates |                         |                 |

| Groupama-FDJ GFC                                     | Groupama-FDJ GFC            | Groupama-FDJ GFC |
| ---------------------------------------------------- | --------------------------- | ---------------- |
| Num                                                  | Coureur                     | Pos              |
| 121                                                  | Rudy Molard (FRA)           | 37e              |
| 122                                                  | Matteo Badilatti (SUI)      | 34e              |
| 123                                                  | Antoine Duchesne (CAN)      | 115e             |
| 124                                                  | Simon Guglielmi (FRA)       | 90e              |
| 125                                                  | Sébastien Reichenbach (SUI) | AB-16            |
| 126                                                  | Romain Seigle (FRA)         | 88e              |
| 127                                                  | Attila Valter (HUN)         | 14e              |
| 128                                                  | Lars van den Berg (NED)     | 64e              |
| Directeur sportif : Philippe Mauduit, Sébastien Joly |                             |                  |

| Intermarché-Wanty-Gobert Matériaux IWG           | Intermarché-Wanty-Gobert Matériaux IWG | Intermarché-Wanty-Gobert Matériaux IWG |
| ------------------------------------------------ | -------------------------------------- | -------------------------------------- |
| Num                                              | Coureur                                | Pos                                    |
| 131                                              | Jan Hirt (CZE)                         | 26e                                    |
| 132                                              | Quinten Hermans (BEL)                  | 43e                                    |
| 133                                              | Wesley Kreder (NED)                    | 128e                                   |
| 134                                              | Riccardo Minali (ITA)                  | 143e                                   |
| 135                                              | Andrea Pasqualon (ITA)                 | 72e                                    |
| 136                                              | Simone Petilli (ITA)                   | 44e                                    |
| 137                                              | Rein Taaramäe (EST)                    | 51e                                    |
| 138                                              | Taco van der Hoorn (NED)               | 107e                                   |
| Directeur sportif : Valerio Piva, Steven De Neef |                                        |                                        |

| Israel Start-Up Nation ISN                        | Israel Start-Up Nation ISN | Israel Start-Up Nation ISN |
| ------------------------------------------------- | -------------------------- | -------------------------- |
| Num                                               | Coureur                    | Pos                        |
| 141                                               | Dan Martin (IRL)           | 10e                        |
| 142                                               | Patrick Bevin (NZL)        | 48e                        |
| 143                                               | Matthias Brändle (AUT)     | 130e                       |
| 144                                               | Davide Cimolai (ITA)       | 127e                       |
| 145                                               | Alessandro De Marchi (ITA) | AB-12                      |
| 146                                               | Alex Dowsett (GBR)         | AB-12                      |
| 147                                               | Krists Neilands (LAT)      | NP-2                       |
| 148                                               | Guy Niv (ISR)              | 74e                        |
| Directeur sportif : Nicki Sørensen, Claudio Cozzi |                            |                            |

| Jumbo-Visma TJV                                        | Jumbo-Visma TJV              | Jumbo-Visma TJV |
| ------------------------------------------------------ | ---------------------------- | --------------- |
| Num                                                    | Coureur                      | Pos             |
| 151                                                    | George Bennett (NZL) (route) | 11e             |
| 152                                                    | Edoardo Affini (ITA)         | 113e            |
| 153                                                    | Koen Bouwman (NED)           | 12e             |
| 154                                                    | David Dekker (NED)           | NP-14           |
| 155                                                    | Tobias Foss (NOR)            | 9e              |
| 156                                                    | Dylan Groenewegen (NED)      | NP-14           |
| 157                                                    | Paul Martens (GER)           | 99e             |
| 158                                                    | Jos van Emden (NED)          | AB-15           |
| Directeur sportif : Arthur van Dongen, Maarten Wynants |                              |                 |

| Lotto-Soudal LTS                              | Lotto-Soudal LTS        | Lotto-Soudal LTS |
| --------------------------------------------- | ----------------------- | ---------------- |
| Num                                           | Coureur                 | Pos              |
| 161                                           | Caleb Ewan (AUS)        | AB-8             |
| 162                                           | Jasper De Buyst (BEL)   | AB-9             |
| 163                                           | Thomas De Gendt (BEL)   | NP-16            |
| 164                                           | Kobe Goossens (BEL)     | AB-12            |
| 165                                           | Roger Kluge (GER)       | AB-14            |
| 166                                           | Tomasz Marczyński (POL) | NP-9             |
| 167                                           | Stefano Oldani (ITA)    | 79e              |
| 168                                           | Harm Vanhoucke (BEL)    | 86e              |
| Directeur sportif : Mario Aerts, Marc Wauters |                         |                  |

| Movistar Team MOV                                                   | Movistar Team MOV      | Movistar Team MOV |
| ------------------------------------------------------------------- | ---------------------- | ----------------- |
| Num                                                                 | Coureur                | Pos               |
| 171                                                                 | Marc Soler (ESP)       | AB-12             |
| 172                                                                 | Dario Cataldo (ITA)    | 54e               |
| 173                                                                 | Matteo Jorgenson (USA) | 98e               |
| 174                                                                 | Nélson Oliveira (POR)  | 27e               |
| 175                                                                 | Antonio Pedrero (ESP)  | 22e               |
| 176                                                                 | Einer Rubio (COL)      | 39e               |
| 177                                                                 | Albert Torres (ESP)    | 138e              |
| 178                                                                 | Davide Villella (ITA)  | 55e               |
| Directeur sportif : Maximilian Sciandri, José Vicente García Acosta |                        |                   |

| Team BikeExchange BEX                         | Team BikeExchange BEX         | Team BikeExchange BEX |
| --------------------------------------------- | ----------------------------- | --------------------- |
| Num                                           | Coureur                       | Pos                   |
| 181                                           | Simon Yates (GBR)             | 3e                    |
| 182                                           | Michael Hepburn (AUS)         | 120e                  |
| 183                                           | Christopher Juul Jensen (DEN) | 97e                   |
| 184                                           | Tanel Kangert (EST)           | 21e                   |
| 185                                           | Cameron Meyer (AUS) (route)   | 111e                  |
| 186                                           | Mikel Nieve (ESP)             | 25e                   |
| 187                                           | Nick Schultz (AUS)            | NP-18                 |
| 188                                           | Callum Scotson (AUS)          | 83e                   |
| Directeur sportif : Gene Bates, Matthew White |                               |                       |

| Team DSM DSM                                     | Team DSM DSM         | Team DSM DSM |
| ------------------------------------------------ | -------------------- | ------------ |
| Num                                              | Coureur              | Pos          |
| 191                                              | Jai Hindley (AUS)    | NP-14        |
| 192                                              | Nikias Arndt (GER)   | 62e          |
| 193                                              | Romain Bardet (FRA)  | 7e           |
| 194                                              | Nico Denz (GER)      | 102e         |
| 195                                              | Chris Hamilton (AUS) | 45e          |
| 196                                              | Max Kanter (GER)     | 116e         |
| 197                                              | Nicolas Roche (IRL)  | 59e          |
| 198                                              | Michael Storer (AUS) | 31e          |
| Directeur sportif : Philip West, Matthew Winston |                      |              |

| Qhubeka Assos TQA                                       | Qhubeka Assos TQA             | Qhubeka Assos TQA |
| ------------------------------------------------------- | ----------------------------- | ----------------- |
| Num                                                     | Coureur                       | Pos               |
| 201                                                     | Giacomo Nizzolo (ITA) (route) | NP-15             |
| 202                                                     | Victor Campenaerts (BEL)      | NP-17             |
| 203                                                     | Kilian Frankiny (SUI)         | 57e               |
| 204                                                     | Bert-Jan Lindeman (NED)       | 122e              |
| 205                                                     | Domenico Pozzovivo (ITA)      | NP-7              |
| 206                                                     | Mauro Schmid (SUI)            | 93e               |
| 207                                                     | Max Walscheid (GER)           | 124e              |
| 208                                                     | Łukasz Wiśniowski (POL)       | 131e              |
| Directeur sportif : Aart Vierhouten, Gabriele Missaglia |                               |                   |

| Trek-Segafredo TFS                              | Trek-Segafredo TFS            | Trek-Segafredo TFS |
| ----------------------------------------------- | ----------------------------- | ------------------ |
| Num                                             | Coureur                       | Pos                |
| 211                                             | Vincenzo Nibali (ITA)         | 18e                |
| 212                                             | Gianluca Brambilla (ITA)      | AB-19              |
| 213                                             | Giulio Ciccone (ITA)          | NP-18              |
| 214                                             | Koen de Kort (NED)            | 134e               |
| 215                                             | Amanuel Ghebreigzabhier (ERI) | 63e                |
| 216                                             | Bauke Mollema (NED)           | 28e                |
| 217                                             | Jacopo Mosca (ITA)            | 52e                |
| 218                                             | Matteo Moschetti (ITA)        | 141e               |
| Directeur sportif : Kim Andersen, Adriano Baffi |                               |                    |

| UAE Team Emirates UAD                            | UAE Team Emirates UAD     | UAE Team Emirates UAD |
| ------------------------------------------------ | ------------------------- | --------------------- |
| Num                                              | Coureur                   | Pos                   |
| 221                                              | Davide Formolo (ITA)      | 15e                   |
| 222                                              | Valerio Conti (ITA)       | 89e                   |
| 223                                              | Alessandro Covi (ITA)     | 38e                   |
| 224                                              | Joe Dombrowski (USA)      | NP-6                  |
| 225                                              | Fernando Gaviria (COL)    | 109e                  |
| 226                                              | Sebastián Molano (COL)    | 126e                  |
| 227                                              | Maximiliano Richeze (ARG) | 137e                  |
| 228                                              | Diego Ulissi (ITA)        | 17e                   |
| Directeur sportif : Marco Marzano, Fabio Baldato |                           |                       |